# Нідерландське бароко
Нідерландське бароко або Голландське бароко — художній стиль і напрямок в культурі Північних Нідерландів, що співіснував з національними реалістичними традиціями, пізнім національним маньєризмом та класицизмом.

## Витоки в мистецтві XVI ст.
Витоки нідерландського бароко лежать у мистецтві XVI століття, місцевому та загально західноєвропейському. Недовгу на Півночі Європи добу Відродження змінив тривалий період маньєризму. Однак маньєризм з його штучністю і іноземними запозиченнями не скасовував могутніх реалістичних традицій нідерландського мистецтва. Показовою була творчість Пітера Брейгеля старшого, котрий здійснив подорож до Італії, але не перейшов на стилістику італійського маньєризму, залишаючись цілком у межах національної реалістичної традиції.

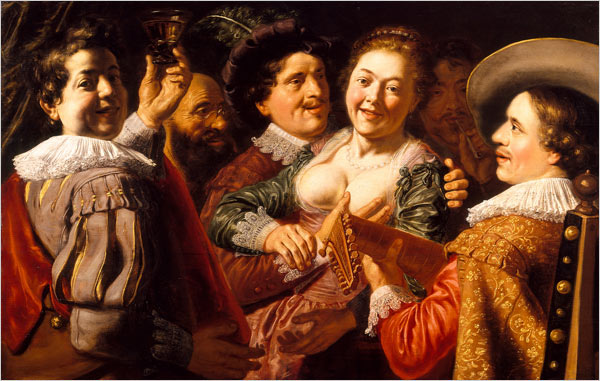
Ян Лівенс. «Алегорія п'яти почуттів» (в одній картині), 1622 р.
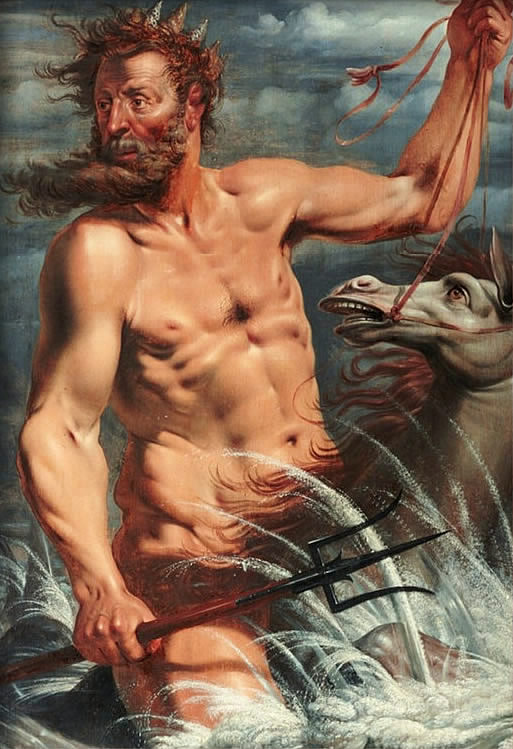
Вернер ван ден Волкерт. Нептун, 1619 р. Державний музей мистецтв (Копенгаген)

Частка майстрів, що перейшла на стилістику маньєризму, навпаки, настільки з ним поріднилася, що не переходила на стилістику бароко навіть при пануванні цього стилю у західноєвропейському мистецтві (Карел ван Мандер, Йоахім Втевал). Все це створило складку загальну картину місцевого варіанту бароко, що мало низку особливостей. Серед них:
- могутня місцева реалістична традиція[1]
- низький розвиток монументального живопису[2]
- невеликий розмір барокових картин голландських майстрів[2]
- практична відмова від релігійного живопису для храмів через заборони протестантизму
- мала кількість місцевих аристократів, головних споживачів пишного бароко
- неповнота стилістики бароко навіть у майстрів, що користувались знахідками бароко (Ян Лівенс, молодий Рембрандт, Вернер ван ден Волкерт)
- живі традиції художніх зв'язків з бароко Італії зберегли лише майстри Утрехта, католицького центру Північних Нідерландів (Утрехтські караваджисти, Матіас Стомер)
- темпи розвитку мистецтв не збігались у Голландії з такими у Фландрії (фламандське мистецтво розквітло вже на зламі XVI–XVII ст., тоді як голландське на початку XVII ст. лише формувалось у національну школу[3]))
- бароко як стиль найповніше відбився у побуті і модах місцевої аристократії, лише частково зачепивши живопис, графіку, архітектуру, скульптуру.

## Барокові впливи в живопису

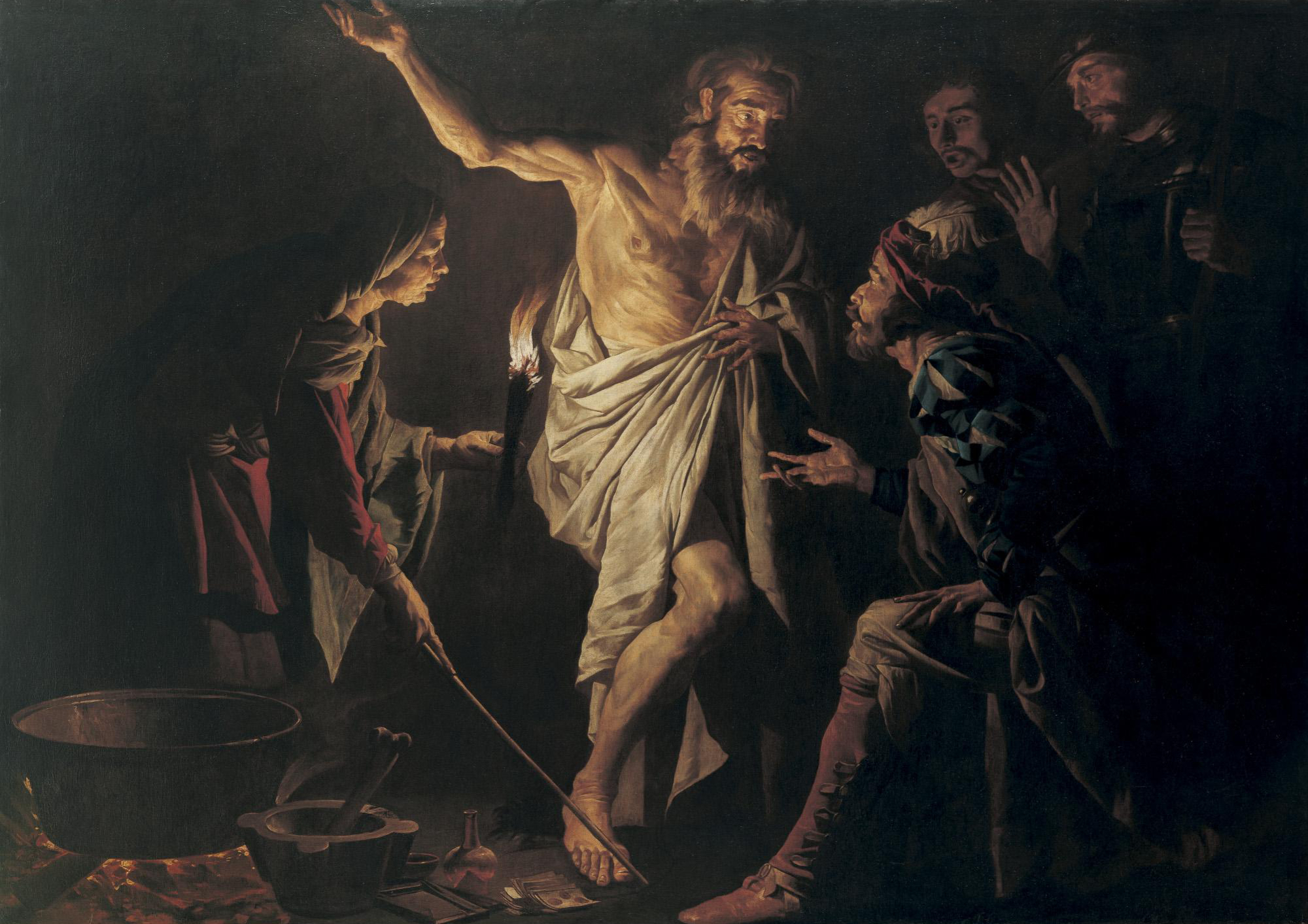
Матіас Стомер. «Саул та аендорська чаклунка», бл. 1635 р., приватна збірка

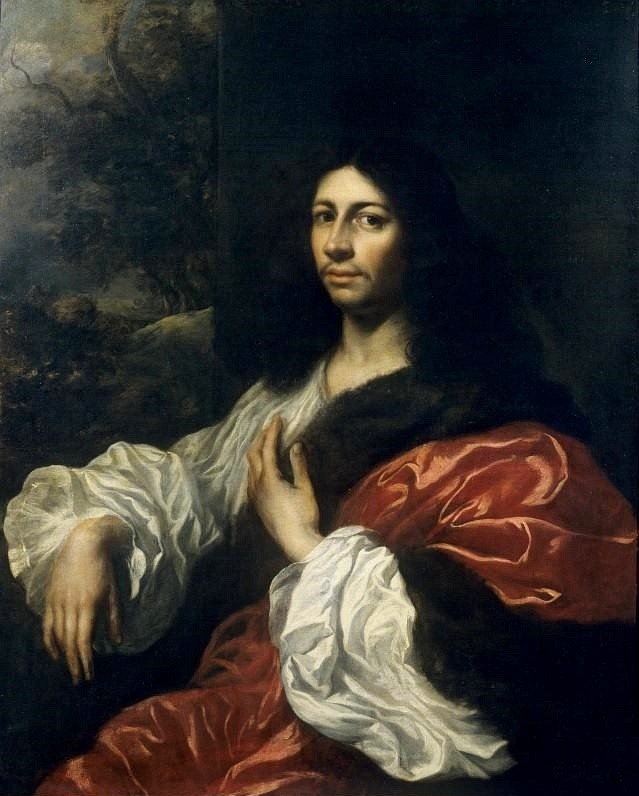
Ян Лівенс. «Автопортрет» (?)

Голландські художники Рембрандт та Вернер ван ден Волкерт ніколи не відвідували Італії і не стажувались там. Барокові впливи на їх творчість йшли від вивчення творів барокових митців без відвідувань відомий центрів бароко у Італії (Риму, Болоньї, Неаполя).
Збережені картини свідчать про їх знайомство з арсеналом барокових алегорій та базовими знаннями античності і міфології (парні картини роботи Вернера ван ден Волкерта «Амфітріта» та «Нептун», вигаданий портрет імператора Калігули, офорти Рембрандта і частка його ранніх картин, серії «П'ять почуттів», «Чотири пори чоловічого віку» Яна Лівенса). Так, Вернер ван ден Волкерт міг бачити стінописи з міфологічними персонажами та орнаментами. Відомо, що він працював як художник-декоратор інтер'єрів. Але арсенал барокових образів вони могли засвоїти і з гравюр або з вивчення картин барокових майстрів Фландрії та Італії. Але їх барокові композиції не копіювали ні твори нідерландських маньєристів, ні твори учнів Рубенса, представників розвиненого бароко. Вони належить до першої генерації голландських майстрів, що мали впливи живопису бароко, як то було з творами Матіаса Стомера, Яна Лівенса чи молодого Рембрандта.
Якщо Матіас Стомер орієнтувався на знахідки караваджистів, а Ян Лівенс на манеру художників Венеції, то Вернер ван ден Волкерт йшов самостійним шляхом, не копіюючи караваджистів. Частка його творів абсолютно несподівана  («Харон» роботи Волкерта) на тлі пересічних картин Яна Стена, Габріеля Метсю, Юдит Лейстер, її чоловіка Яна Мінзе Моленара, низки прихильників побутового жанру, пейзажу, натюрморту тощо.

## Зразки біблійних композицій голландських художників з впливами бароко

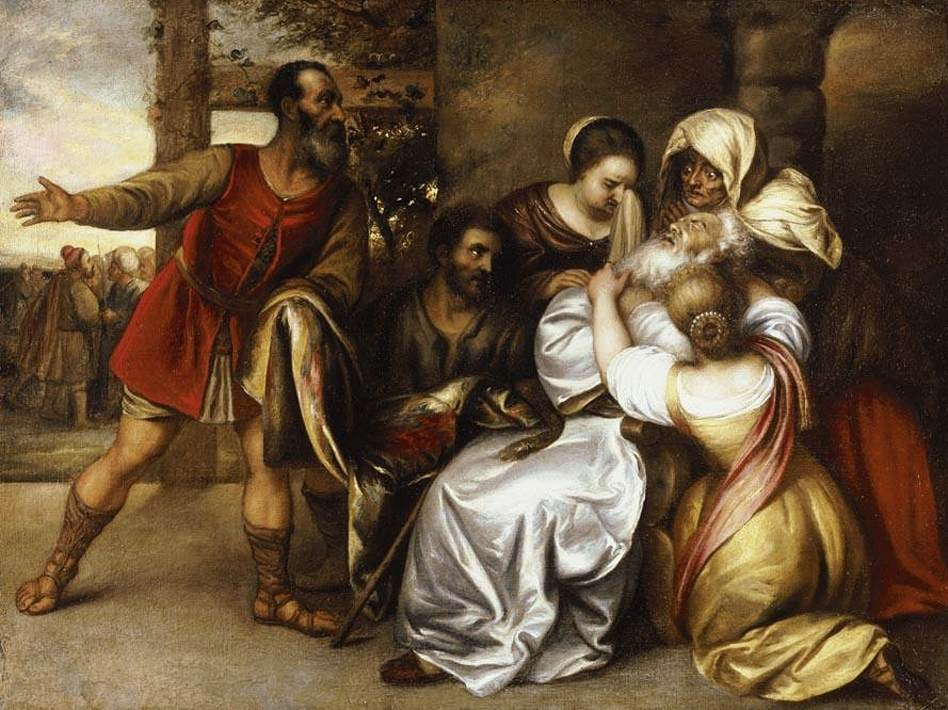
Ян Лівенс. «Якову і його дружині показують закривавлений одяг сина Йосипа», перша половина XVII ст., приватна збіка.

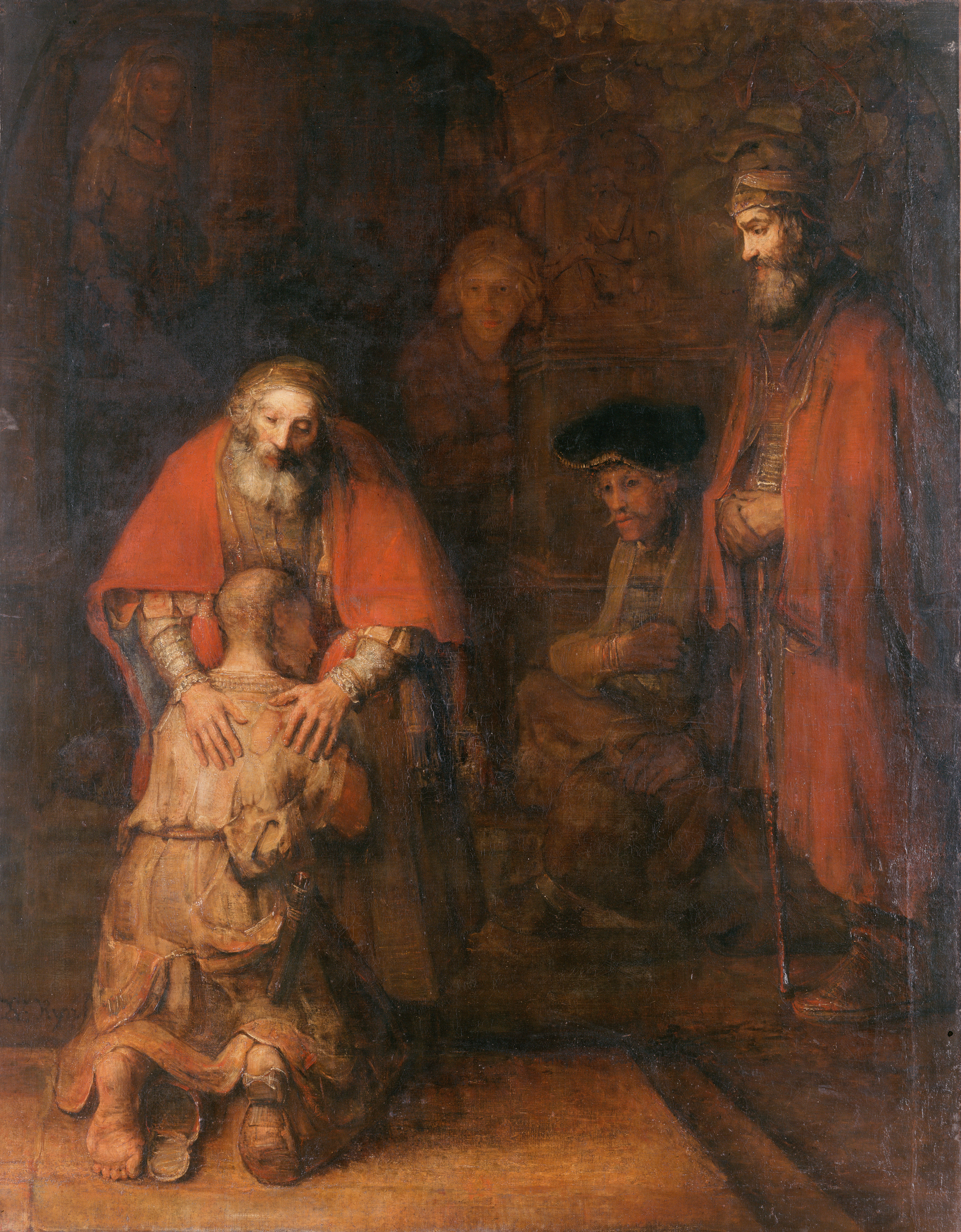
Повернення блудного сина (Рембрандт), (близько 1666-69, Ермітаж)
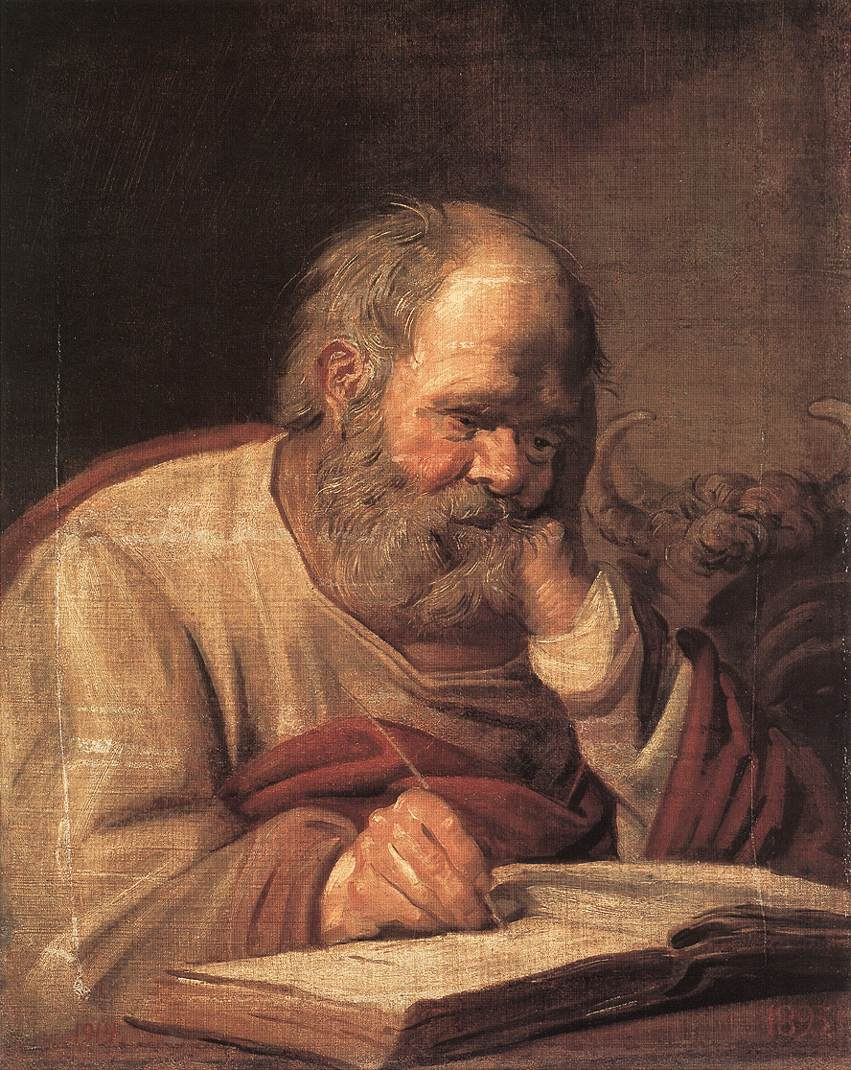
Худ. Франс Галс. Євангеліст Лука (Одеса), Україна
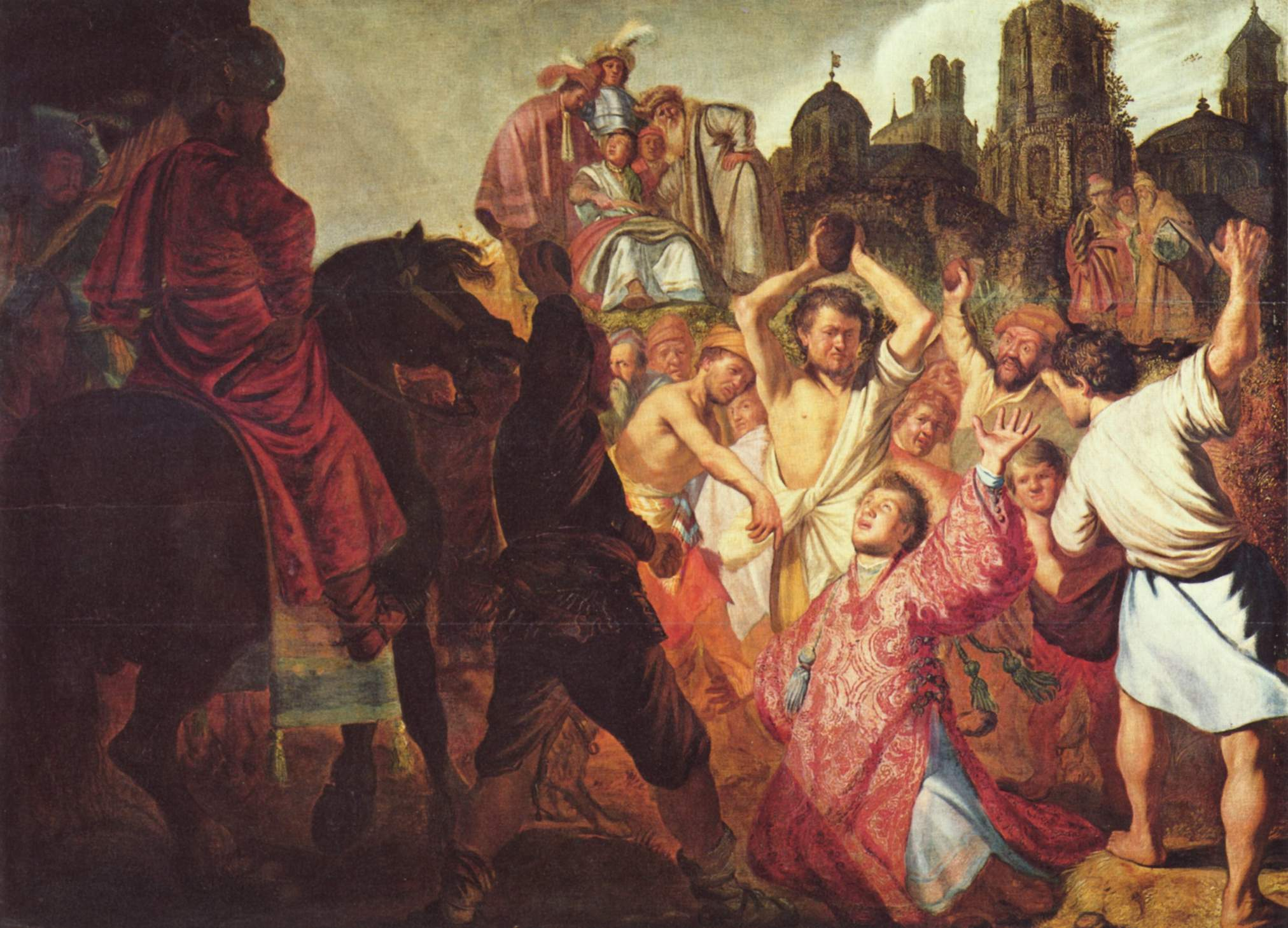
Рембрандт. «Побиття камінням святого Стефана», Ліон, Франція
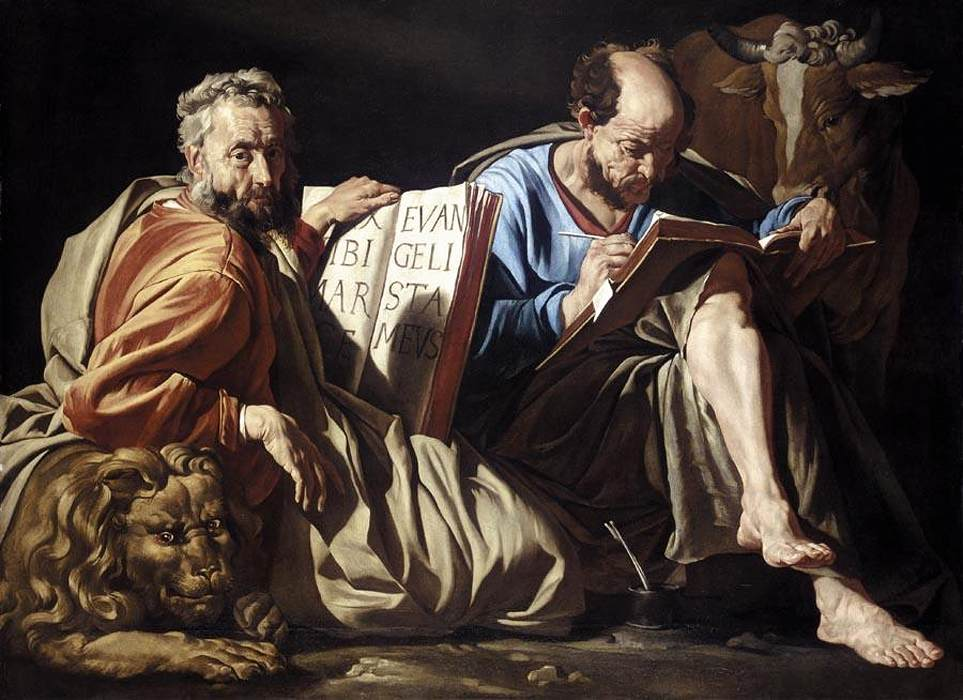
Матіас Стомер. «Євангелісти Марк та Лука», 1635 р., приватна збірка
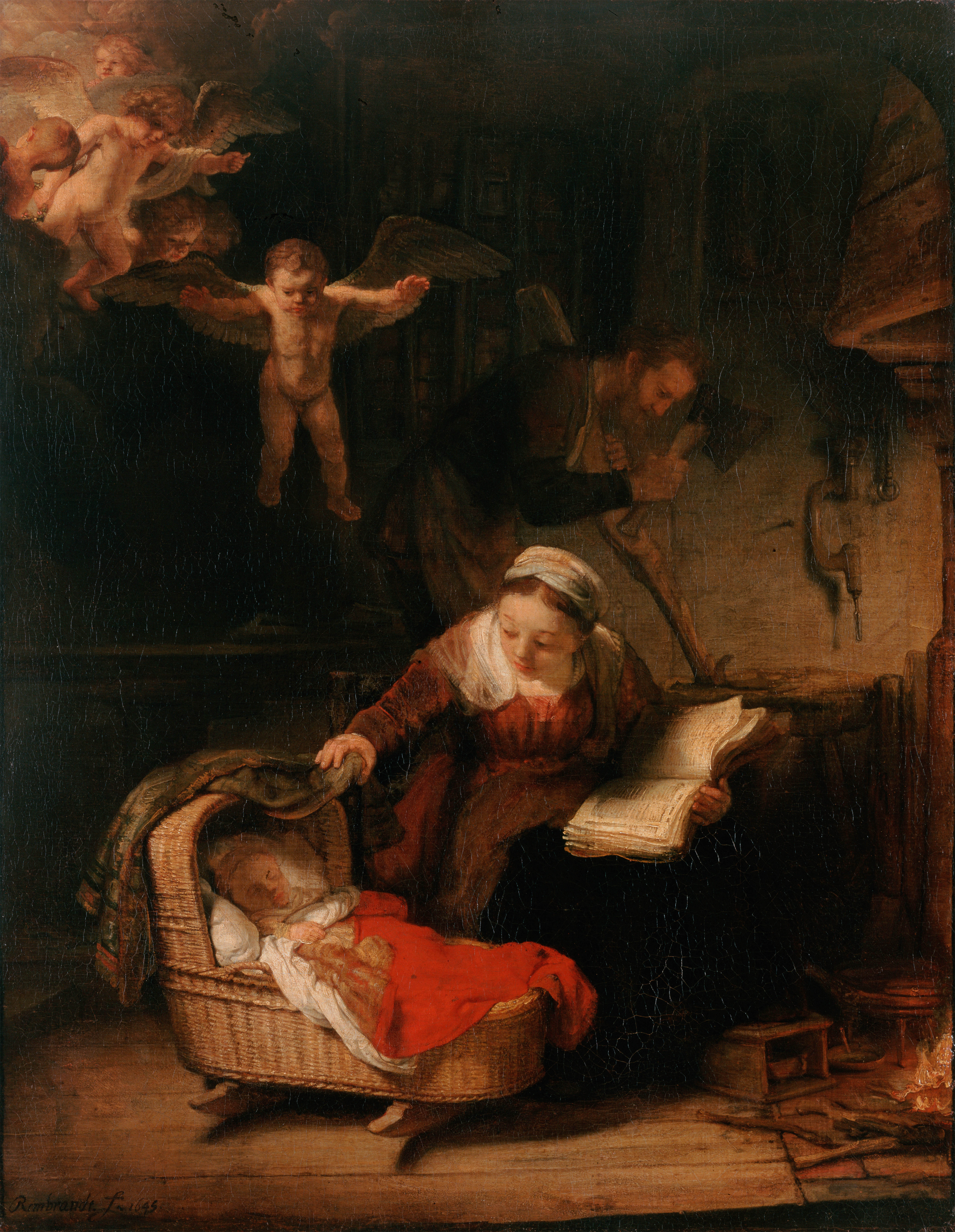
Рембрандт. «Свята Родина і янголи», Ермітаж, Росія
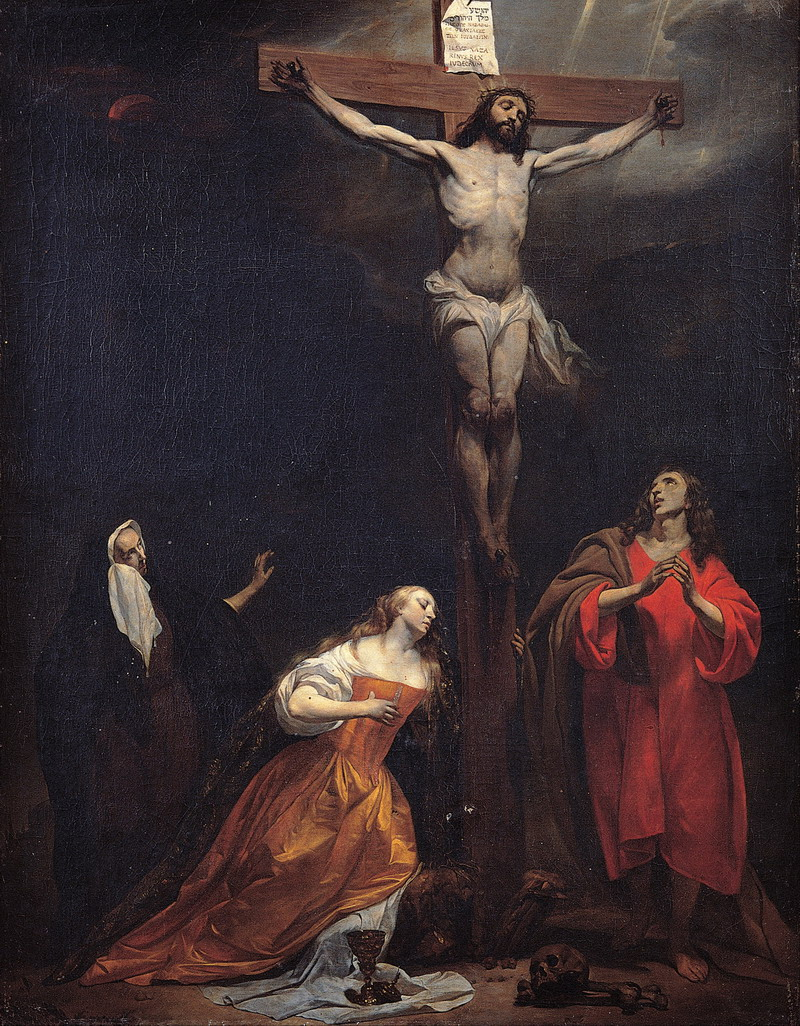
Габріель Метсю, «Голгофа (Метсю)», Італія, Рим
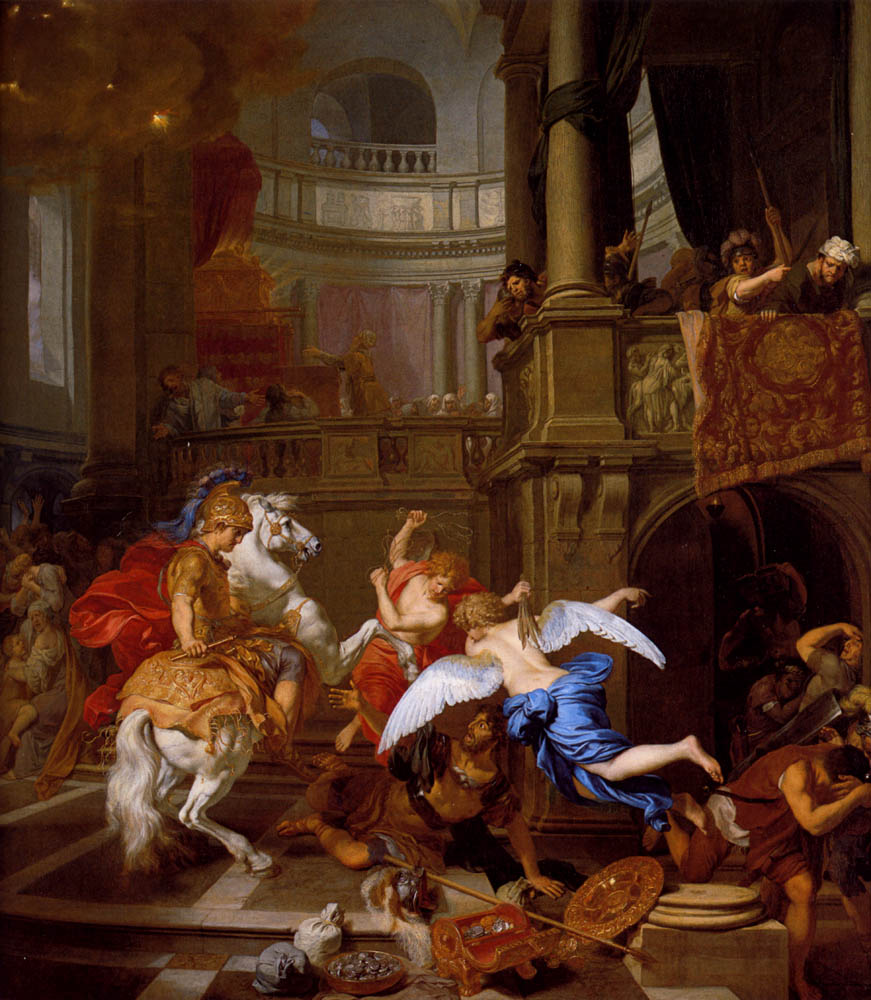
Герард де Лересс. «Вигнання Елеодора з храму», приватна збірка. 1674 р.
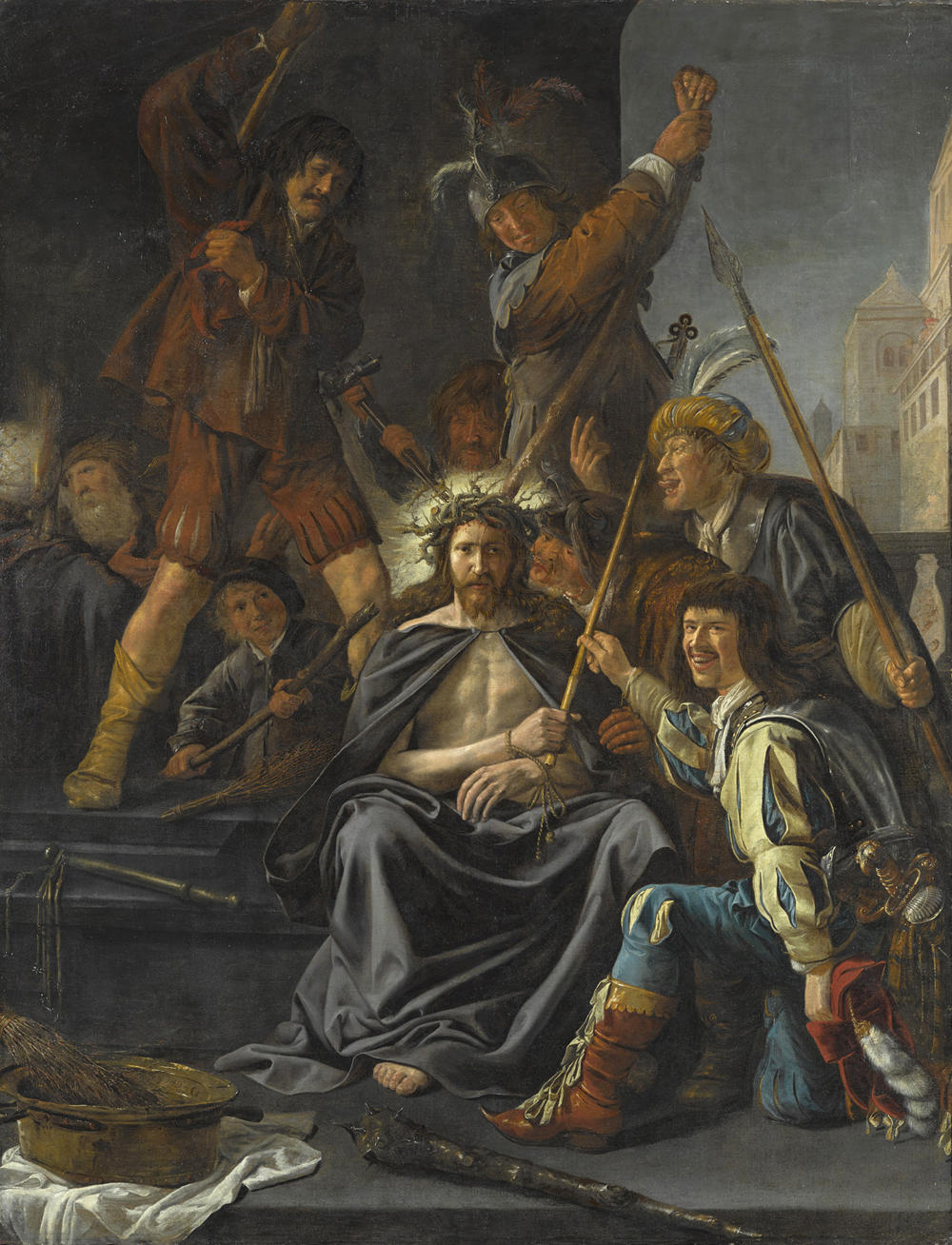
Ян Мінзе Моленар. «Увінчання Христа терновим вінцем», 1639 р., католицька церква св. Одульфуса

## Скульптура нідерландського бароко

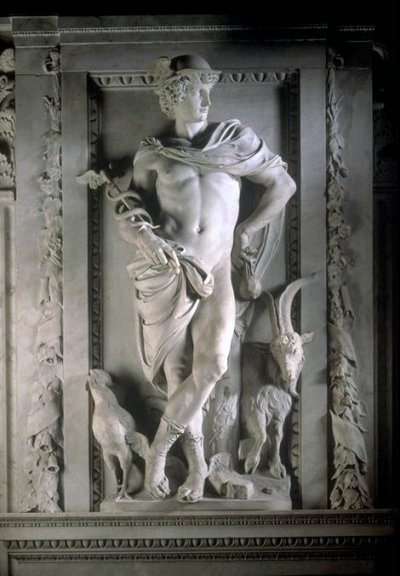
Артус Квеллінус старший. «Меркурій», нова ратуша міста Амстердам

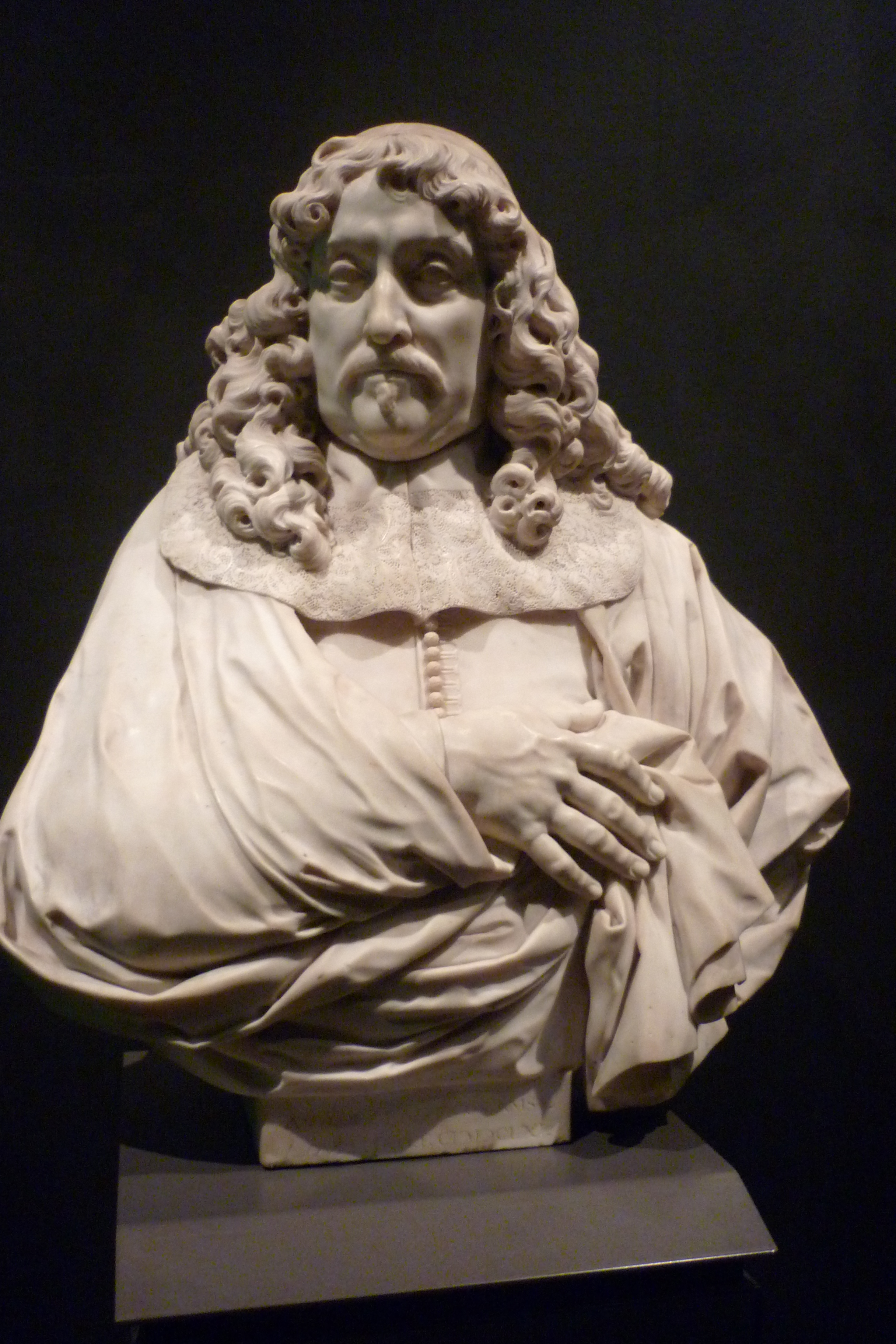
Артус Квеллінус старший. «Ендріс де Греф», Державний музей (Амстердам)

Скульптура як і створення монументів — капіталоємний різновид мистецтва. В Північних провінціях, що тривалий час боролися з могутньою Іспанською імперією за незалежність, потерпали від блокади міст, нестачі продовольства та інших негараздів війни, нормальних умов для розвитку скульптури первісно просто не було. Але стиль бароко передбачав і використання скульптур. Північнонідерландська барокова скульптура розвивалась у тісному взаємозв'язку зі скульптурою фламандців, де зберігали впливові позиції місцева аристократія та багатії купецького стану, орієнтовані на дворянську і аристократичну культуру. Скульптура фламандців була в свою чергу тісно пов'язана з бароковими центрами Італії і посідала провідні позиції поряд зі скульптурними школами Італії та Австрії. Скульпторів Піденних Нідерландів охоче запрошували на працю у країни північніші за Альпи — у Данське королівство, у князівства Німеччини, в Англію, в Голландію.
Артус Квеллінус старший — фламандець, типовий представник інтернаціонального стилю бароко, що панував в Західній Європі від Італії і Франції на півдні до німецьких князівств і Голландії на півночі континенту. Працював у більш стриманій манері, ніж скульптори-представники італійського бароко, що забезпечило митцю успішну роботу у Фландрії (теперішня Бельгія), в столиці Голландії — місті Амстердам (де працював чотирнадцять років), в німецькому герцогстві Шлезвіг.
Голландець Бартоломеус Еггерс художню майстерність здобував у місті Антверпен, його узяв у власну майстерню скульптор Пітер Вербрюгген старший (1615–1686). На початку 1650-х років він повернувся до Амстердама.
Серед перших творів після повернення — скульптурний декор ратуші у бригаді декораторів на чолі з Артусом Квеллінусом старшим(1609-1668), що був братом Пітера Вербрюггена старшого.
Вже на початковому етапі робіт його запросили до створення художнього надгробка фельдмаршалу Отто фон Спарре для Марієнкірхе у Берліні. Він не вважався найкращим скульптором серед північнонідерландських майстрів, бо часто працював як реалізатор чужих проектів. Тим не менше мав власну майстерню і працював для багатих замовників півночі Західної Європи.
Серед нідерландських замовників скульптора — граф Йоган Мауріц ван Нассау-Зіген, фельдмаршал голландської армії і губернатор Голландської Бразилії, для садиби котрого (відомої як Мауріцгейс) Бартоломеус Еггерс виконав декілька скульптур. Попрацював скульптор і для короля Польщі Яна III Собеського, виконавши погруддя короля та його дружини Марії Казимири, що роками прикрашали замок-палац у місті Жовква.
Емігрантом у Голландію був і фламандський скульптор Франц ван Босвіт (1635—1692), що пройшов стажування у Італії. В Голландію він прибув 1685 року разом із художником — графіком  Бонавентурою ван Овербеком (1660–1705). Босвіт спеціалізувався на скульпутрах і рельєфах зі слонової кістки та на виготовленні мініатюр.
Гендрік де Кейзер працював як архітектор і робив проекти для скульптур. За його проєктом був створений пишний надгробок для поховання Вільгельма Мовчазного в делфтській Нівекерк (1614—1623), хоча сам особисто не побачив закінчення робіт — проект завершив його син, теж скульптор, Пітер де Кейзер.
Певна універсальність була притаманна фламандцю Р. Верхюльсту. Ромбоут Верхюльст тривалий час працював у Голландії, де зробив декілька барокових надгробків у містах Лейден та Утрехт, виготовляв садово-паркову скульптуру та декоративні твори для нової амстердамської ратуші («Венера», «Алегорія мовчання», «Алегорія відданості» та ін.)

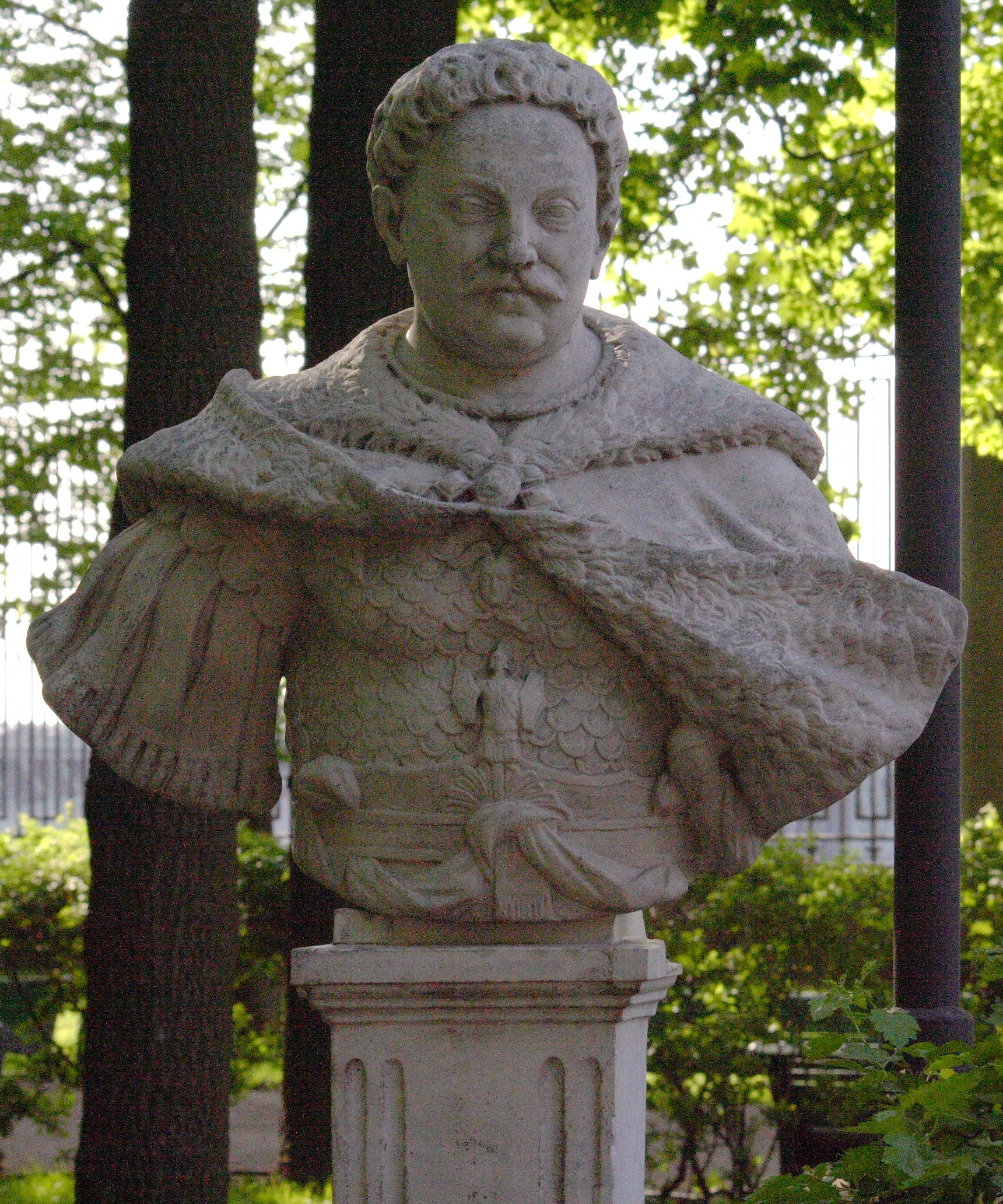
Бартоломеус Еггерс. «Ян III Собеський», король Польщі, погруддя, мармур. Літній сад (Санкт-Петербург)
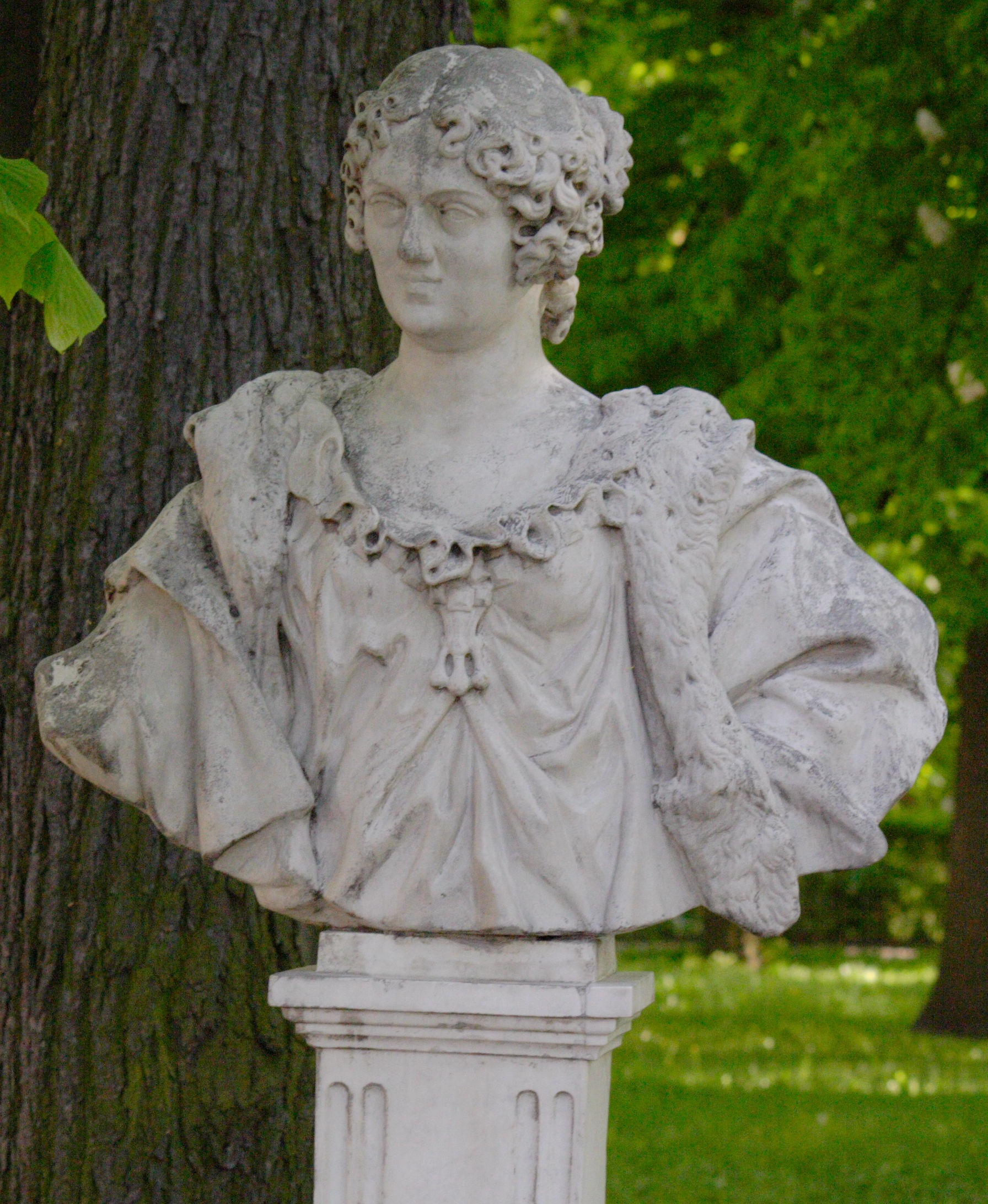
Бартоломеус Еггерс. «Марія Казимира», королева Польщі, погруддя, мармур. Літній сад (Санкт-Петербург)

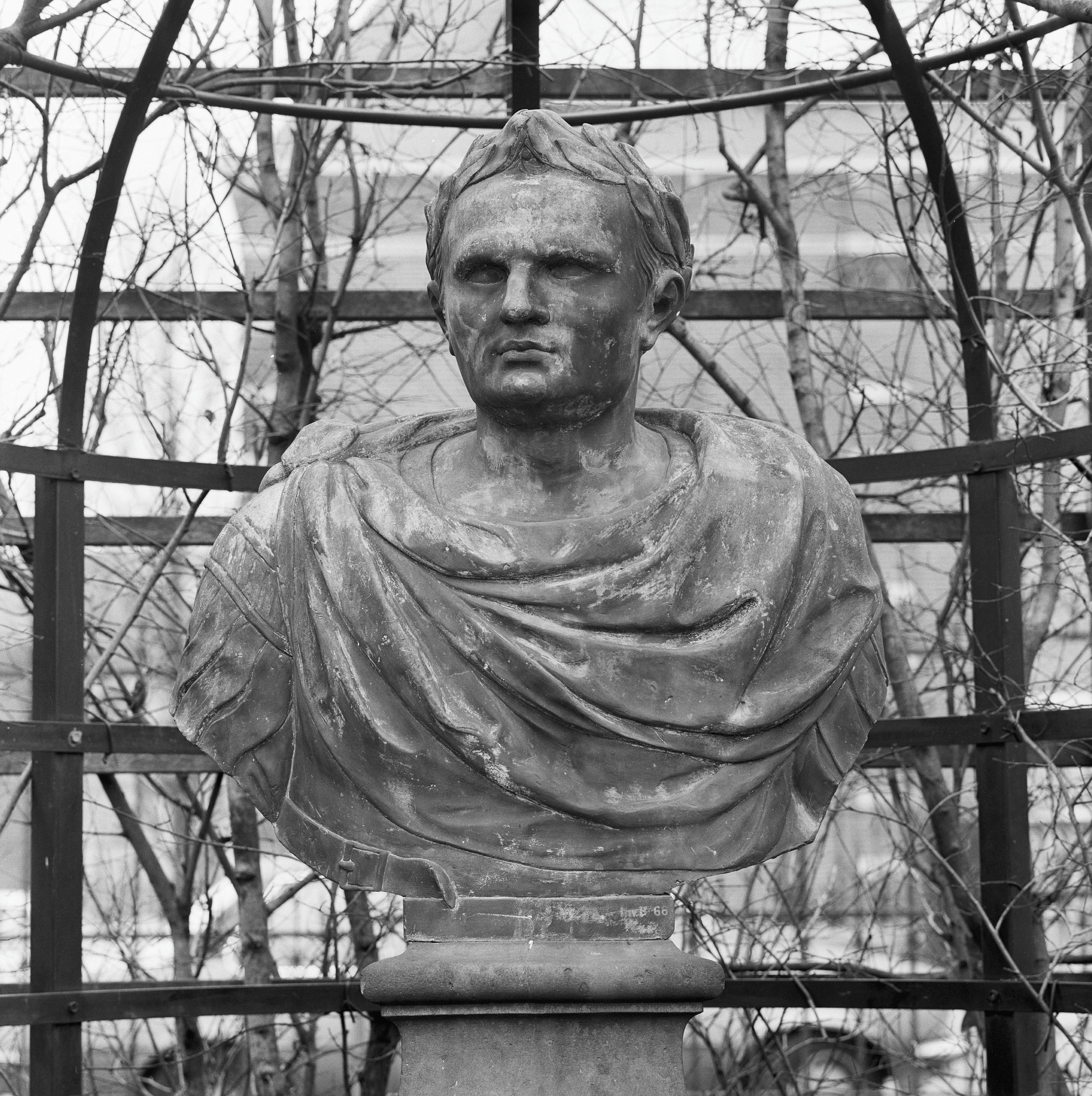
Ск. Бартоломеус Еггерс за малюнком Егідіуса Заделера. «Римський імператор Юлій Цезар», паркова скульптура, 1674 р.
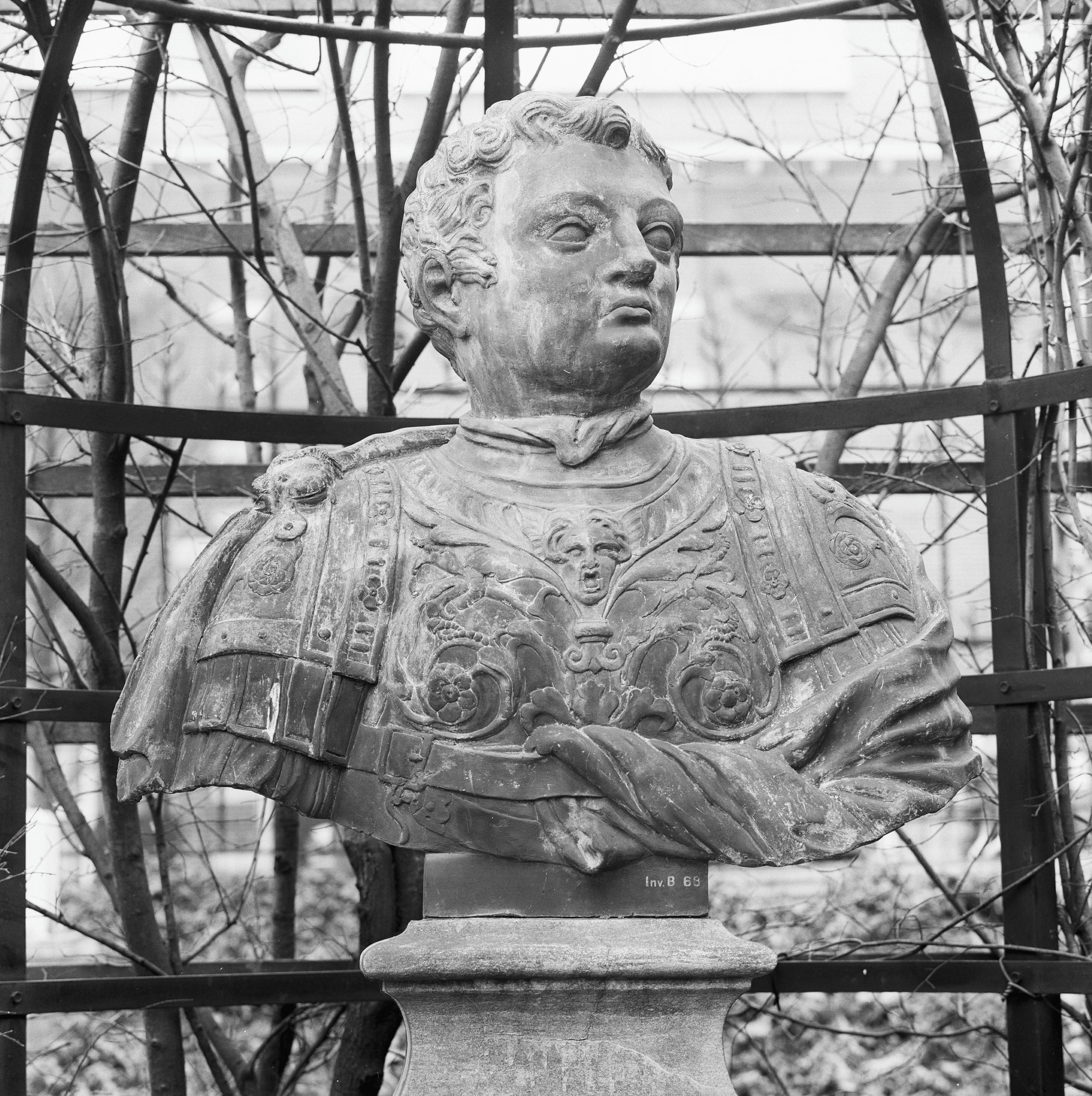
Ск. Бартоломеус Еггерс за малюнком Егідіуса Заделера. «Римський імператор Калігула», паркова скульптура, 1674
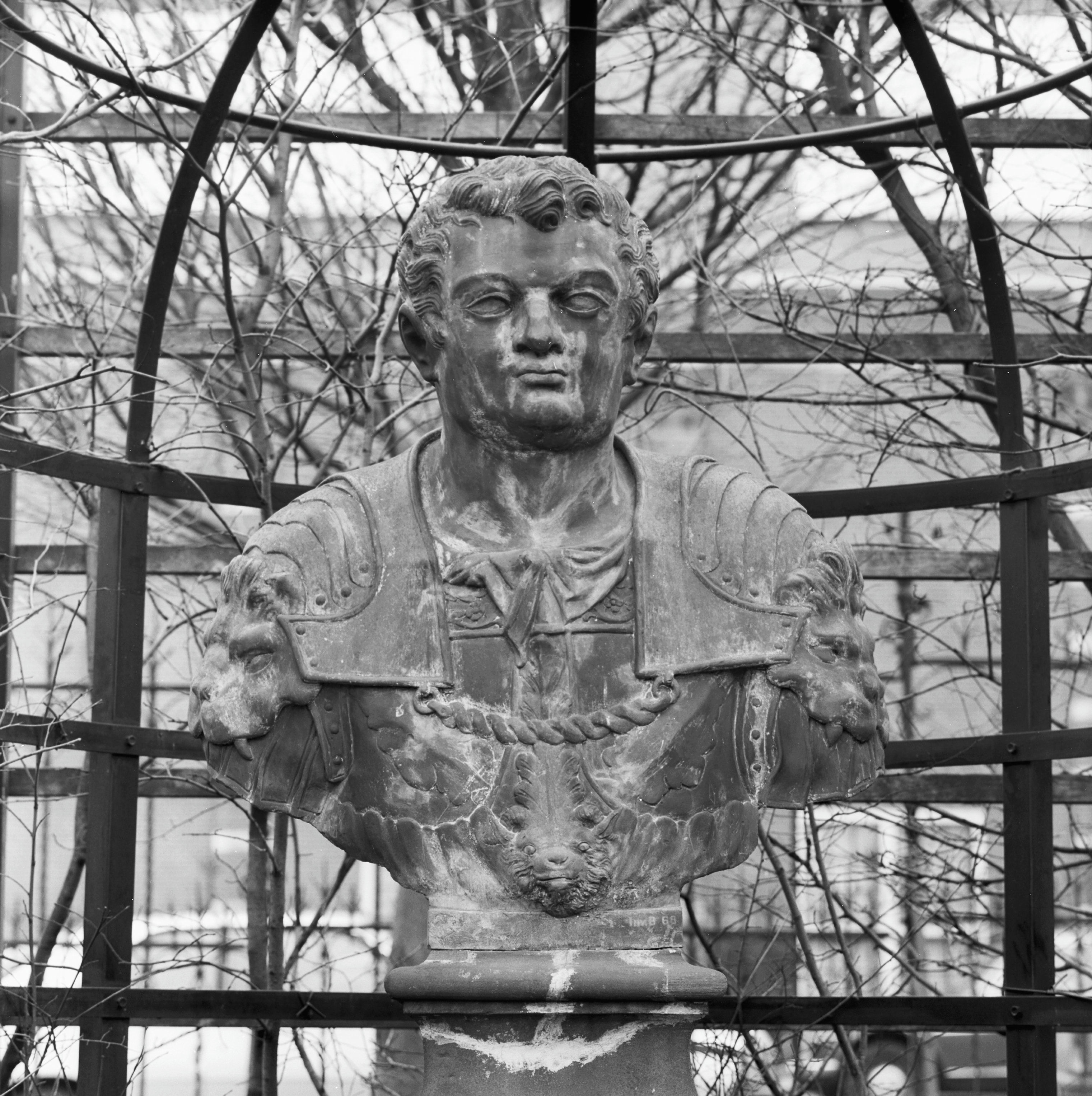
Ск. Бартоломеус Еггерс за малюнком Егідіуса Заделера. «Марк Сільвій От», паркова скульптура, 1674
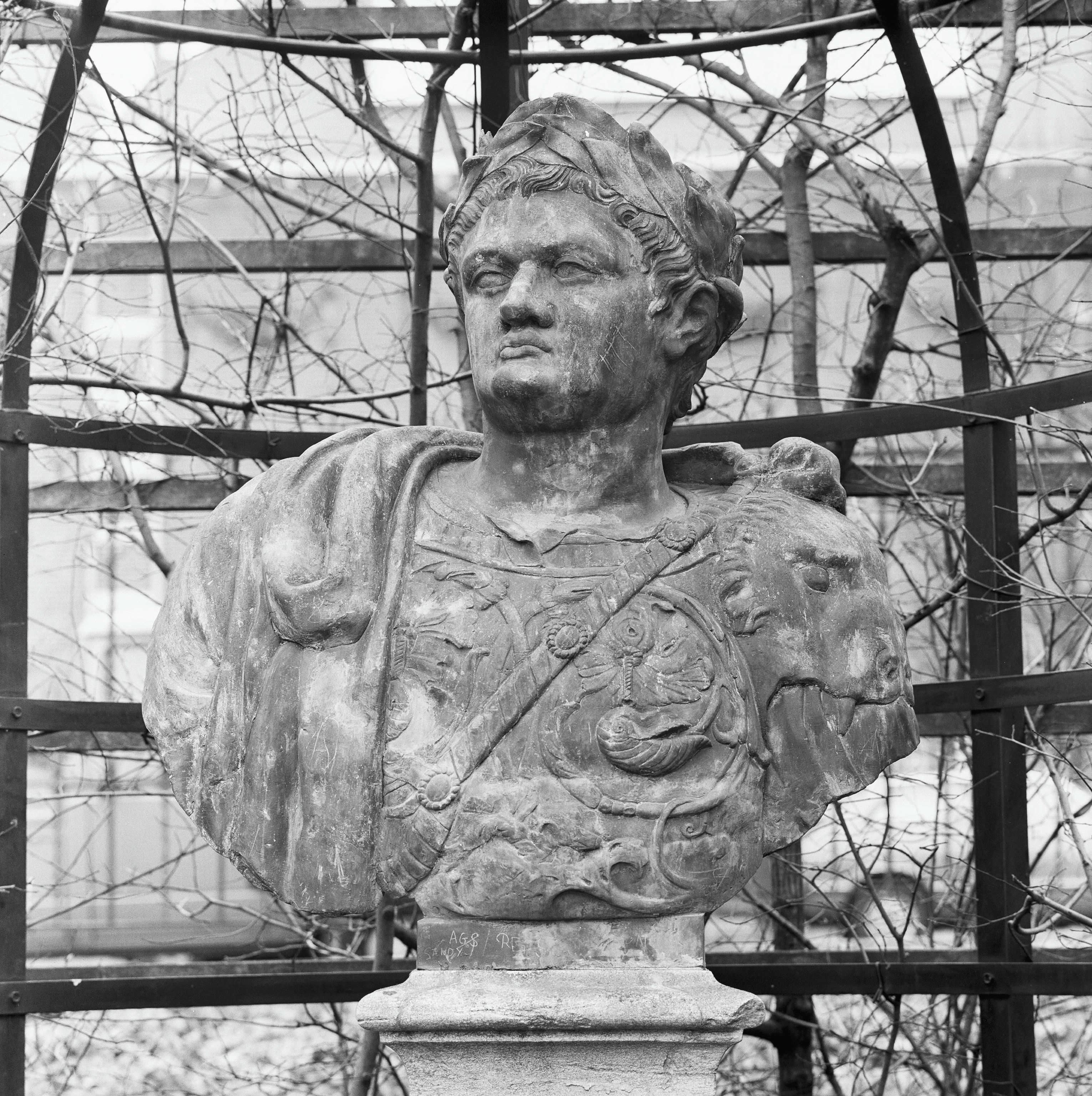
Ск. Бартоломеус Еггерс за малюнком Егідіуса Заделера. «Тіт Флавій Доміціан», паркова скульптура, 1674

## Бароко і маньєризм в голландській графіці

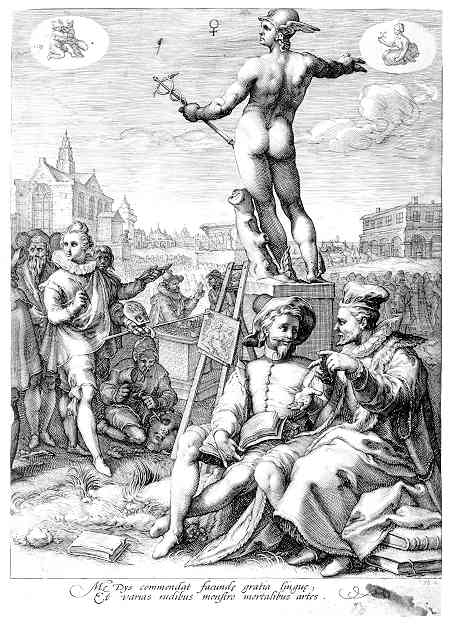
Гендрік Гольциус (малюнок), гравер Ян Санредам. «Меркурій і особи, котрими він керує», серія «Сім планет» і знаки зодіака, гравюра, 1597 р., Державна галерея, Штутгарт.

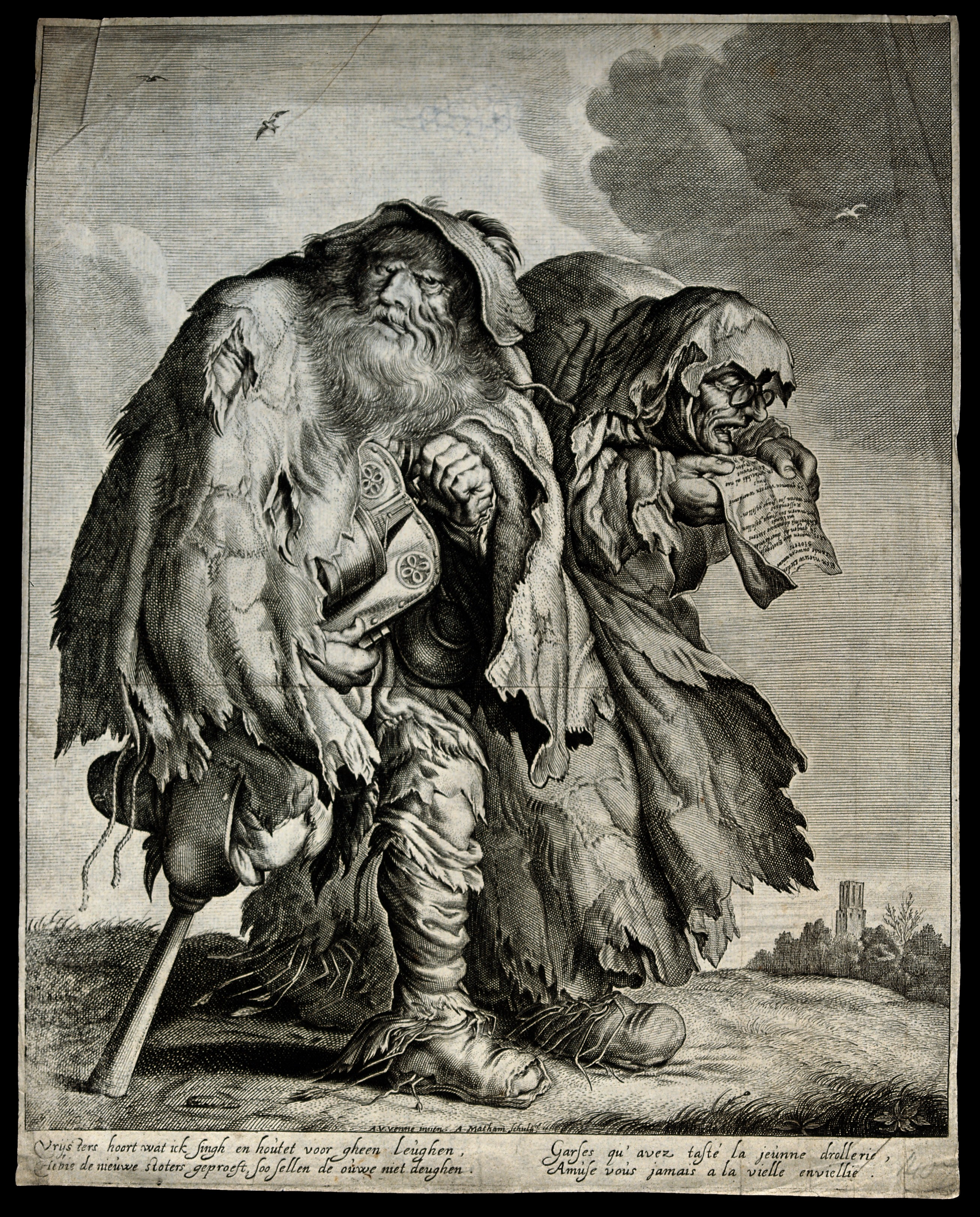
Якоб Матам за твором Адріана Пітерса ван де Венне, «Каліки перехожі»
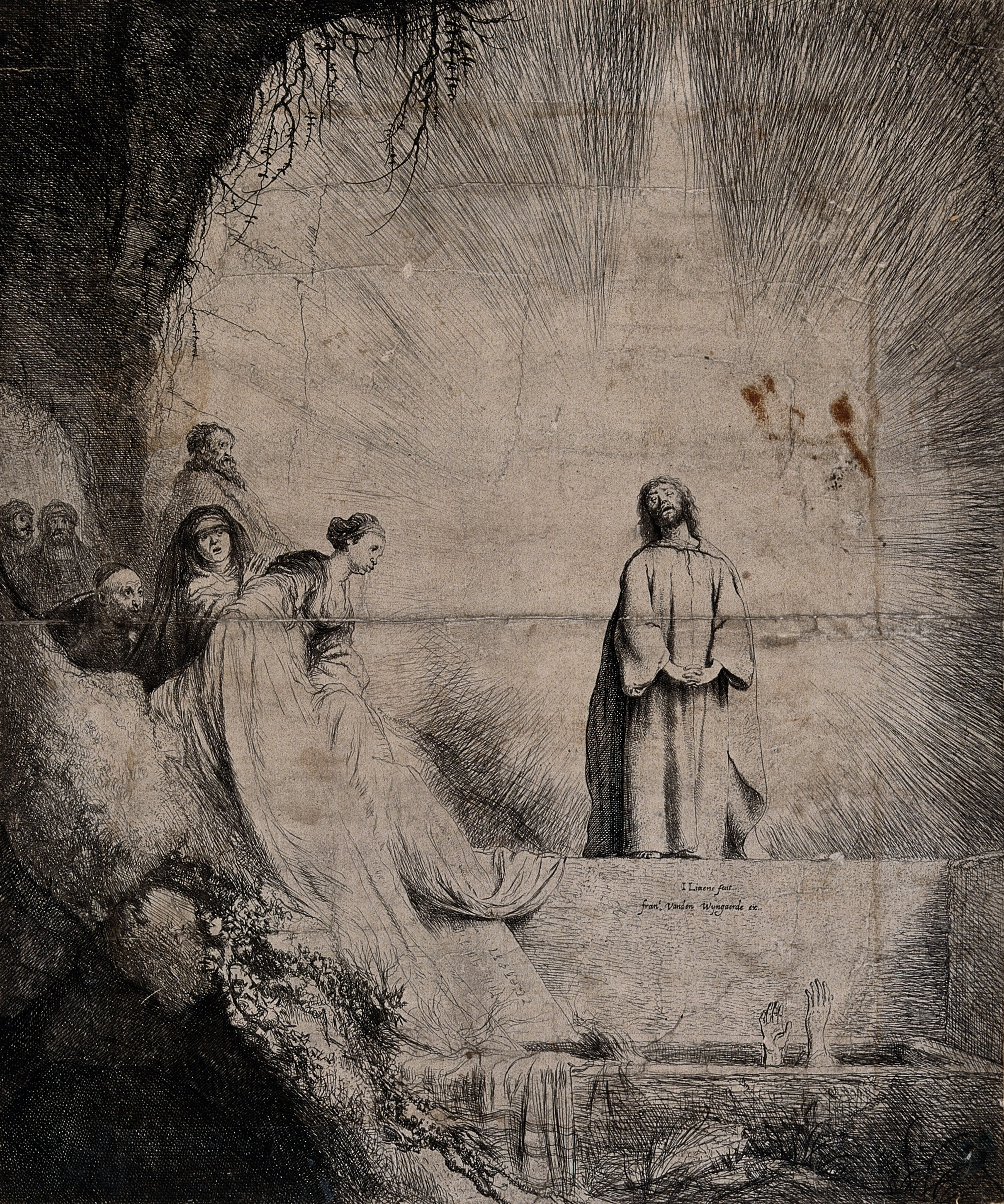
Ян Лівенс . «Христос воскрешає померлого Лазаря», офорт, 1631 р.
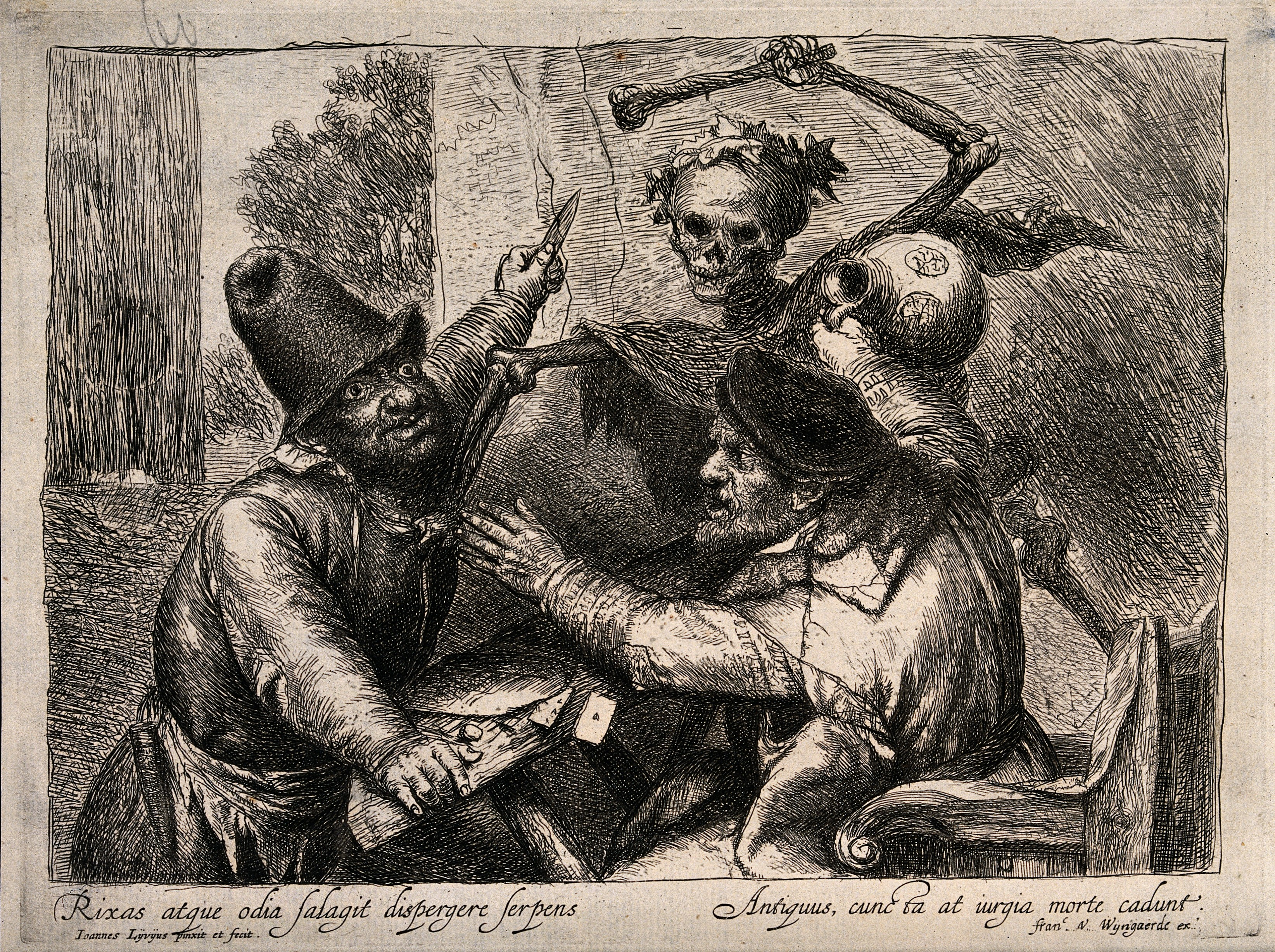
Ян Лівенс. «Фатальна бійка між гравцями в карти»
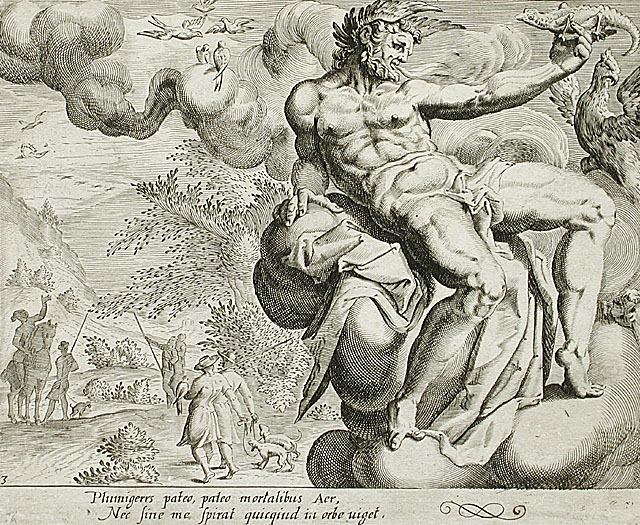
Якоб Матам за твором Якоба де Гейна. «Повітря», серія гравюр «Елементи», Музей мистецтв округу Лос-Анжелес
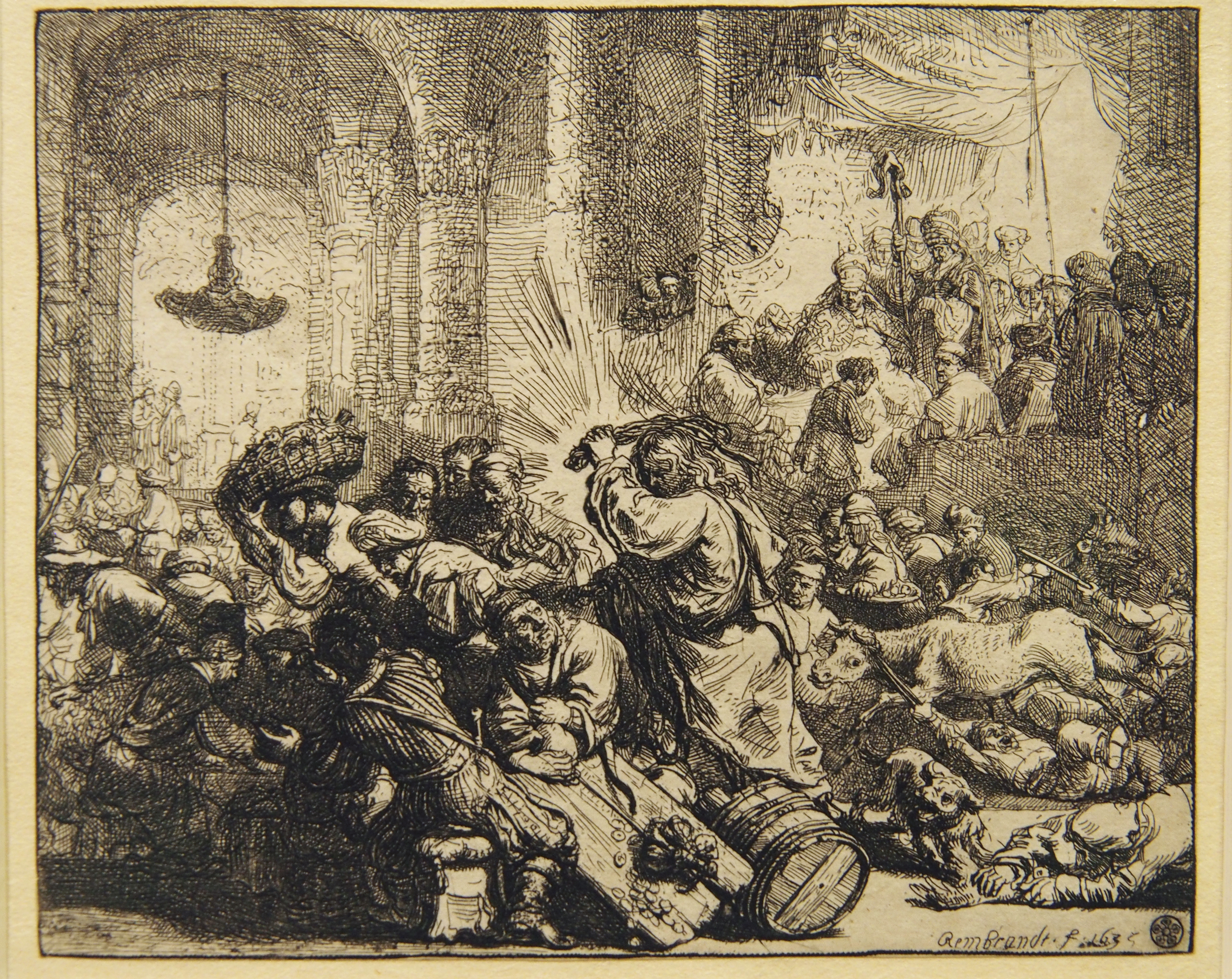
Рембрандт. «Христос жене торговців з храму», офорт, 1635 р.
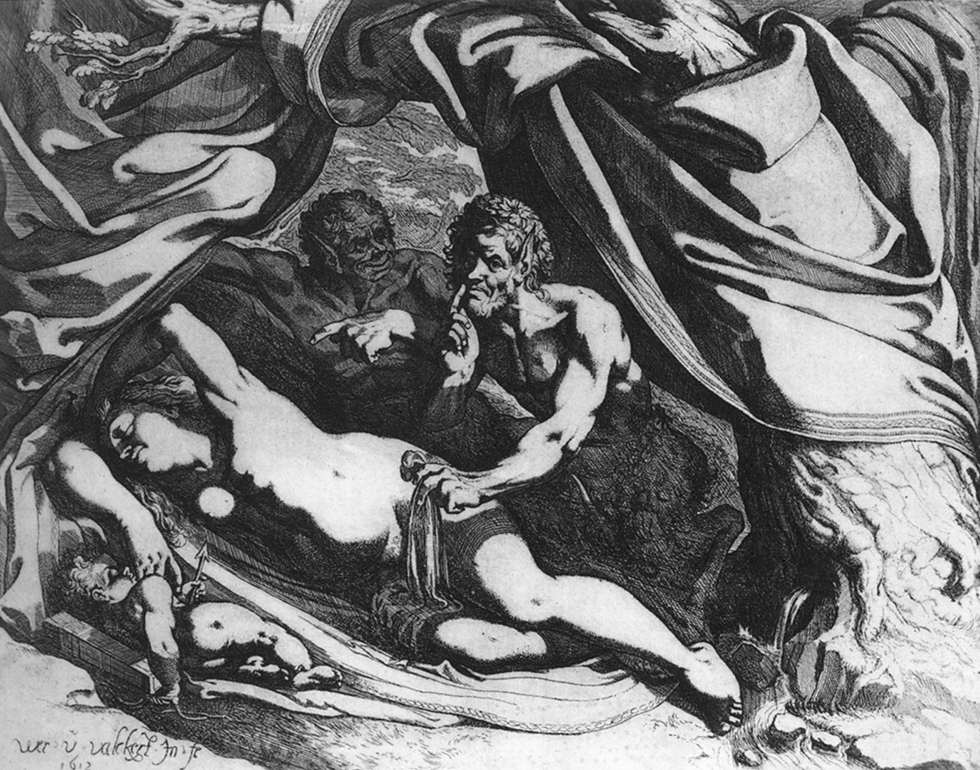
Вернер ван ден Волкерт. «Сатири біля Венери, що спить», 1612 р.
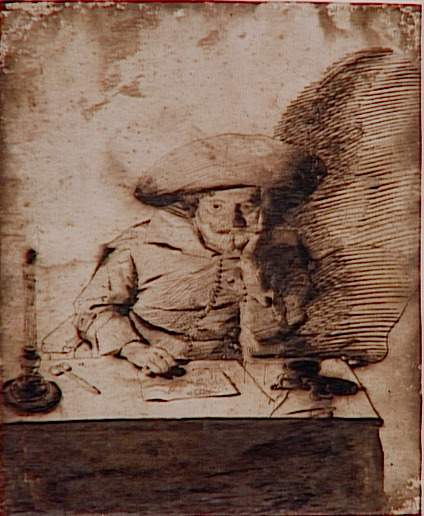
Герріт ван Гонтгорст. «Автопортрет», малюнок
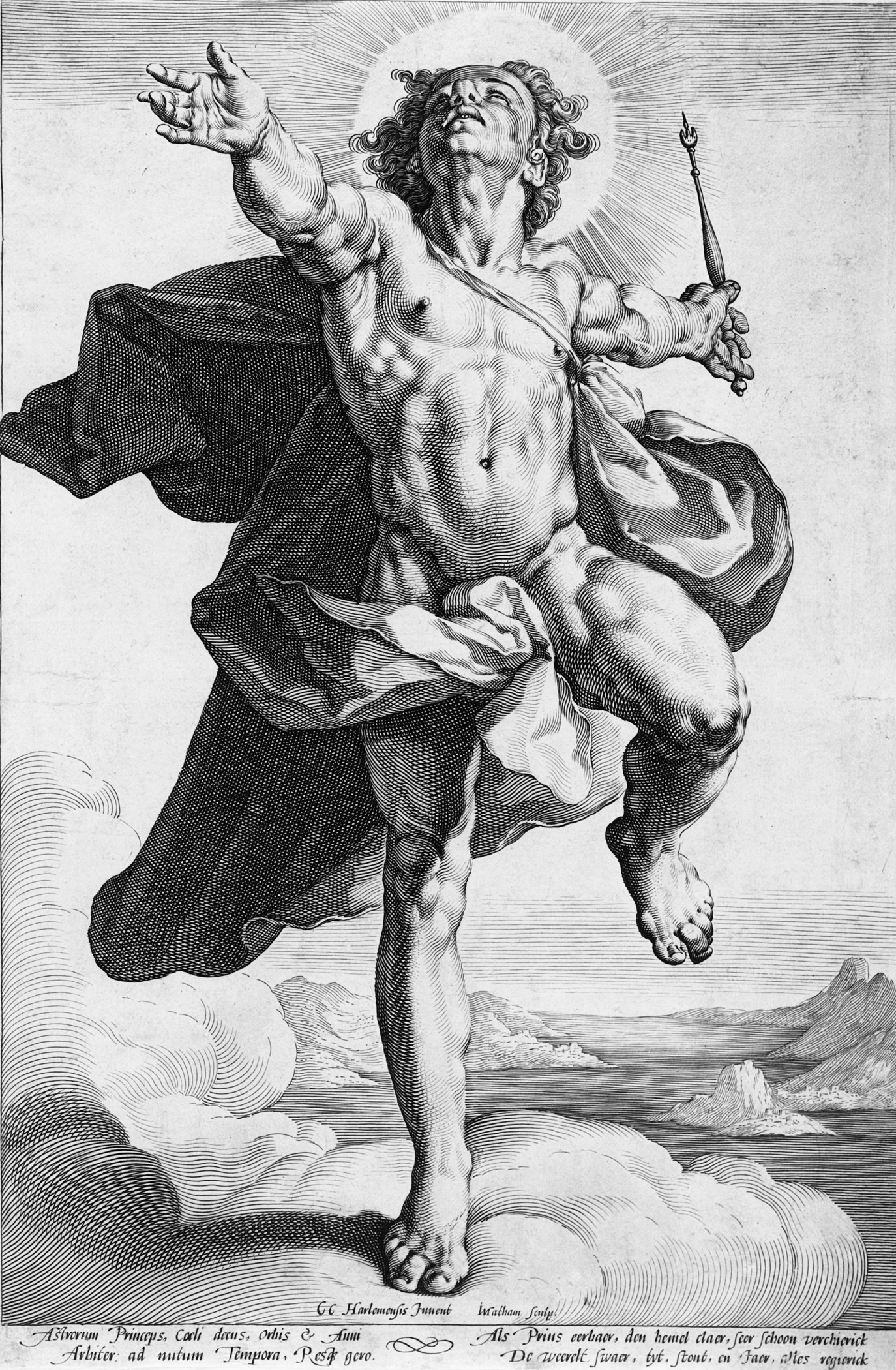
Гравер Якоб Матам. «Аполлон», 1591 р. Музей мистецтв округу Лос-Анжелес
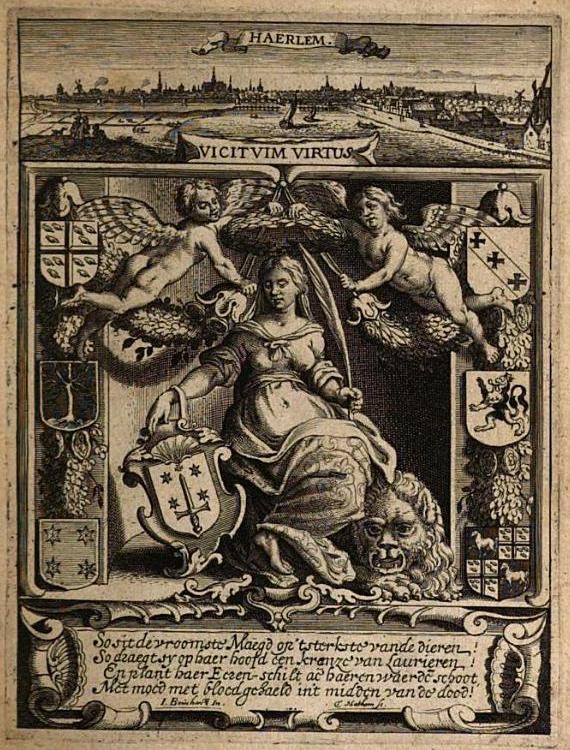
Гравер Теодор Матам. Титульна сторінка до видання Яна Бокхорста «Опис міста Гарлем», 1628 р.
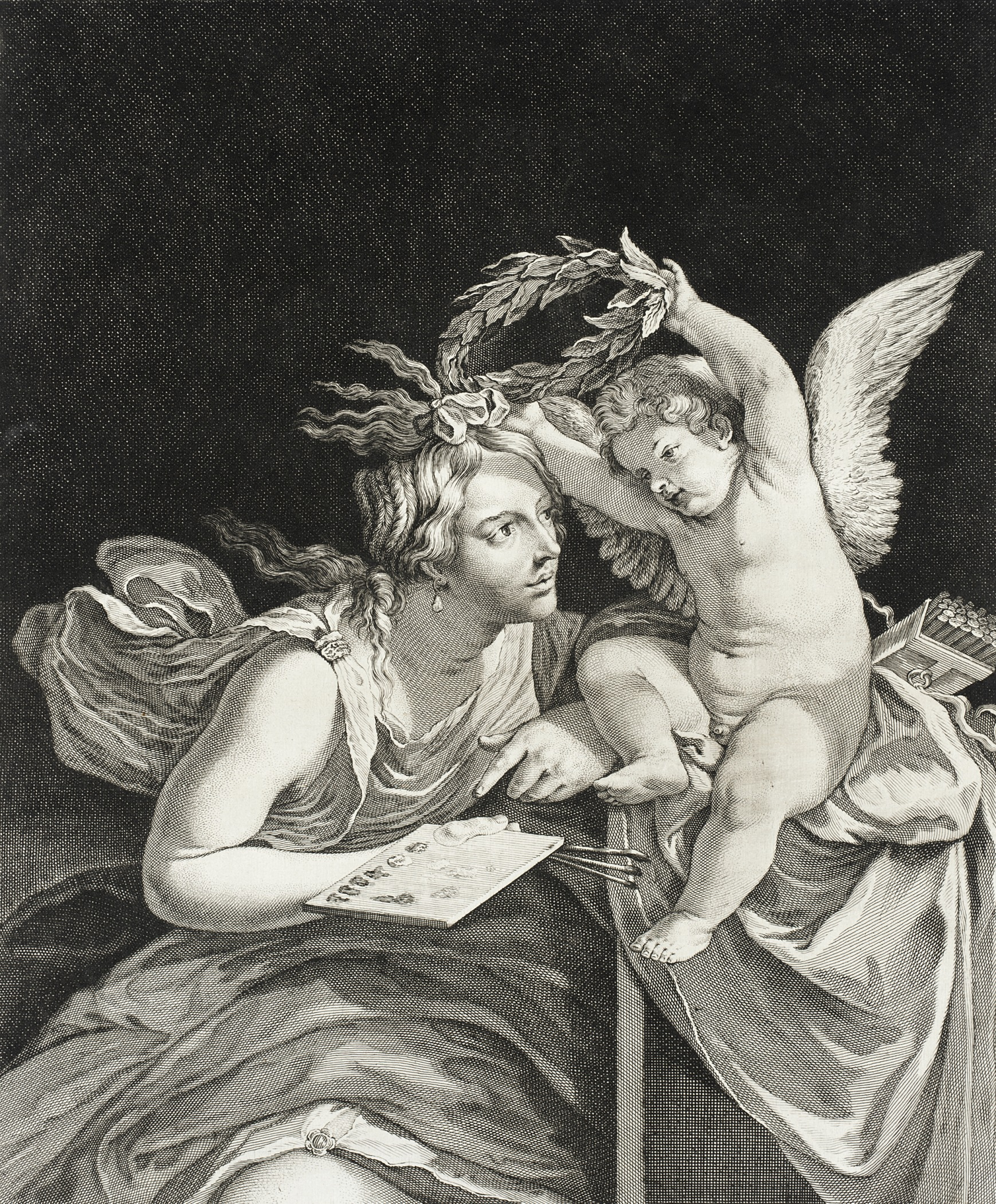
Гравер Теодор Матам. «Алегорія живопису», бл. 1650 р.
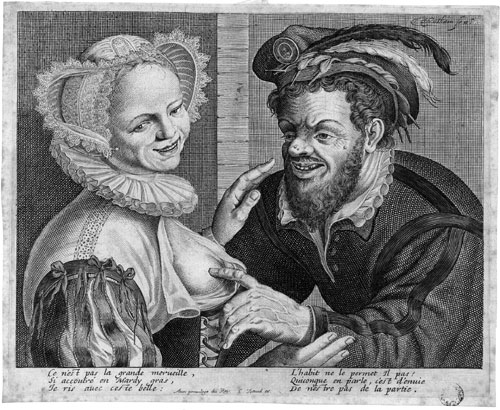
Гравер Теодор Матам. «Залицяння», до 1675 р.

## Вплив бароко на голландську архітектуру
В XVII ст. розійшлися шляхи розвитку не тільки живопису, а й архітектури Південних та Північних Нідерландів. Риси, орієнтовані на класичний стиль, переважали в архітектурі Північних Нідерландів над репертуаром барокових форм. З арсеналу барокової архітектури в Голландії використовували лише стриманий бароковий декор (гра різновеликих об'ємів та великі вежі вже були в арсеналі північнонідерландських архітекторів до цього). Певні барокові елементи має і загалом класицистична Нова ратуша (нині — Королівський палац) у Амстердамі.

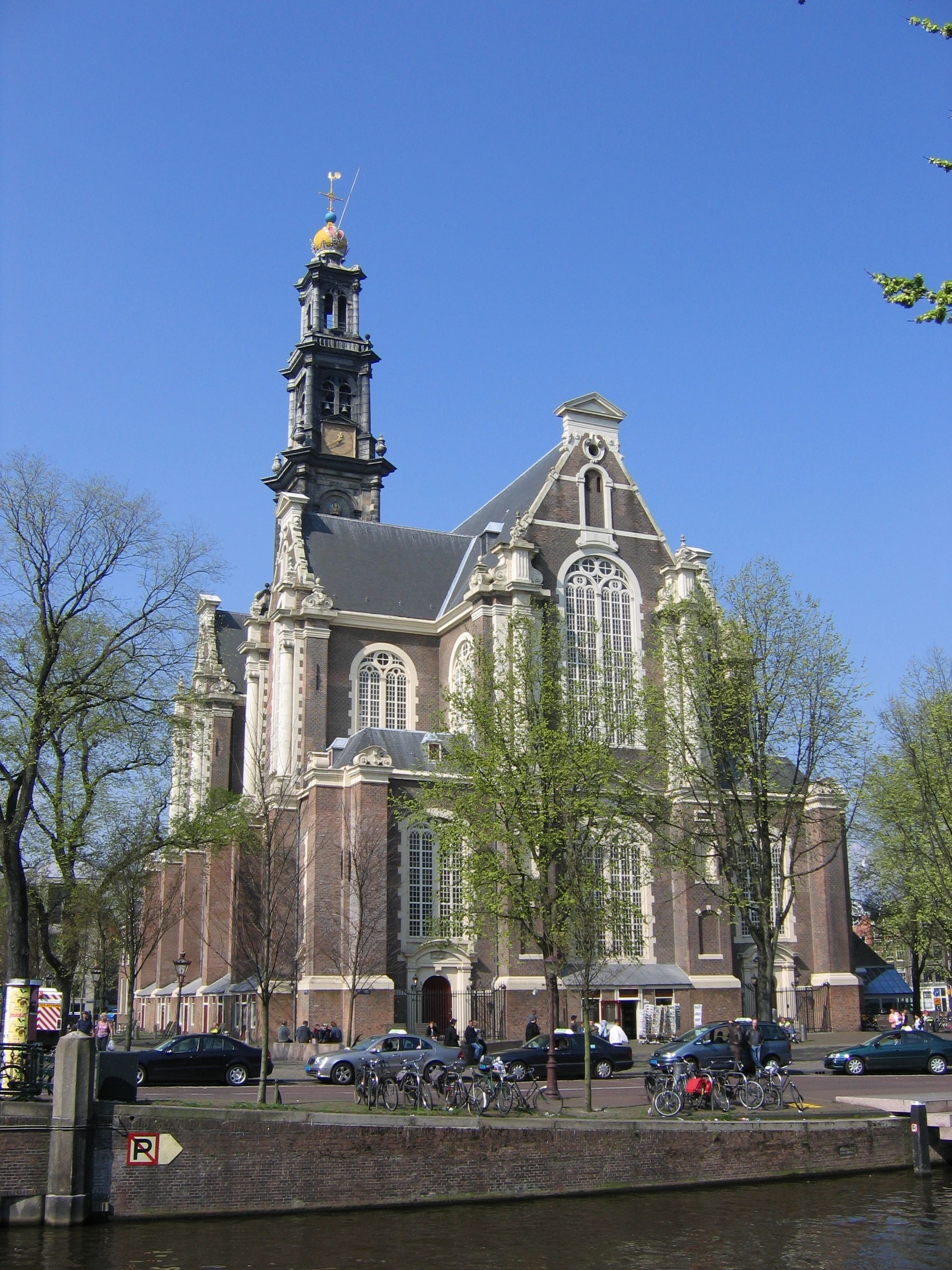
Західна церква, Амстердам, 1631 р.
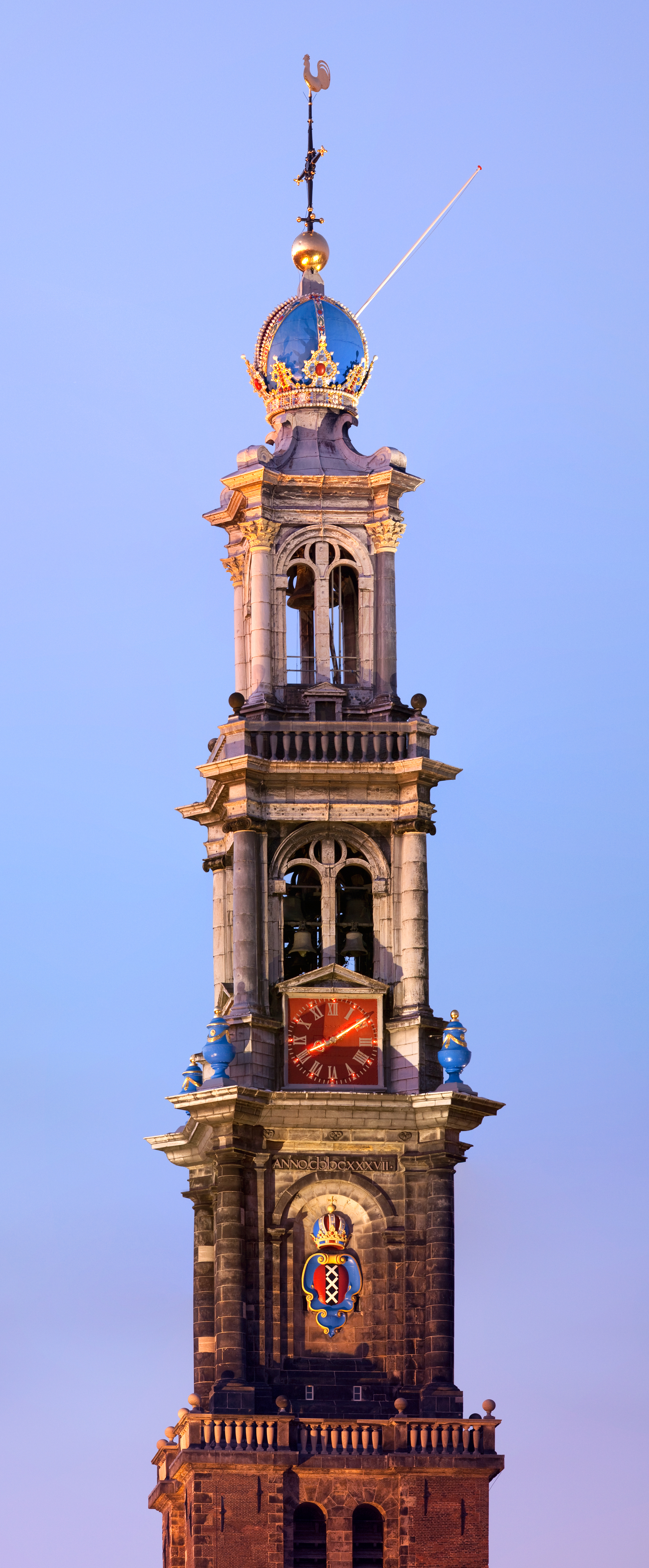
арх. Якоб ван Кампен (?). Барокова дзвіниця Західної церкви (89 метрів), 1637 р., Амстердам
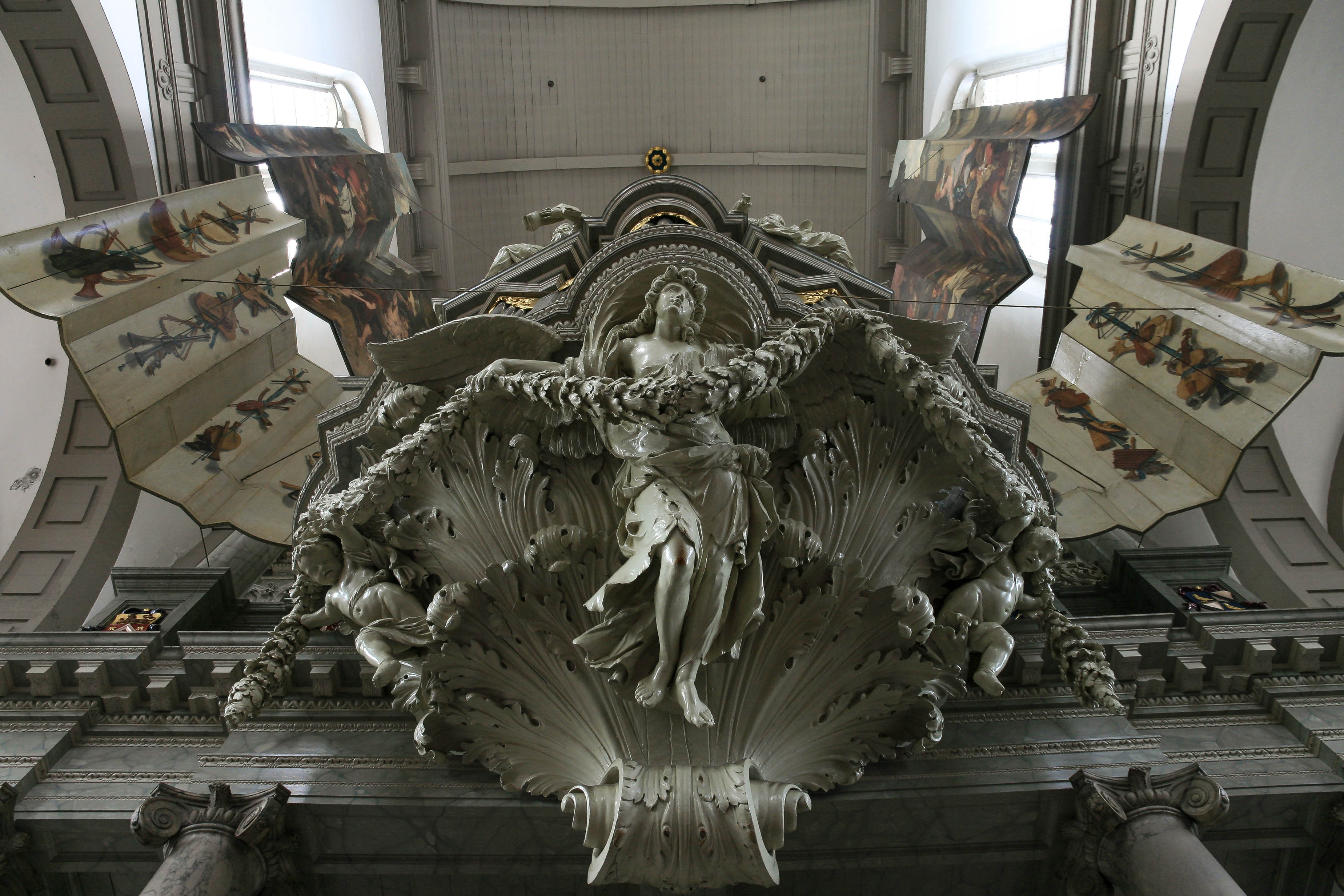
Бароковий декор органа в Західній церкві
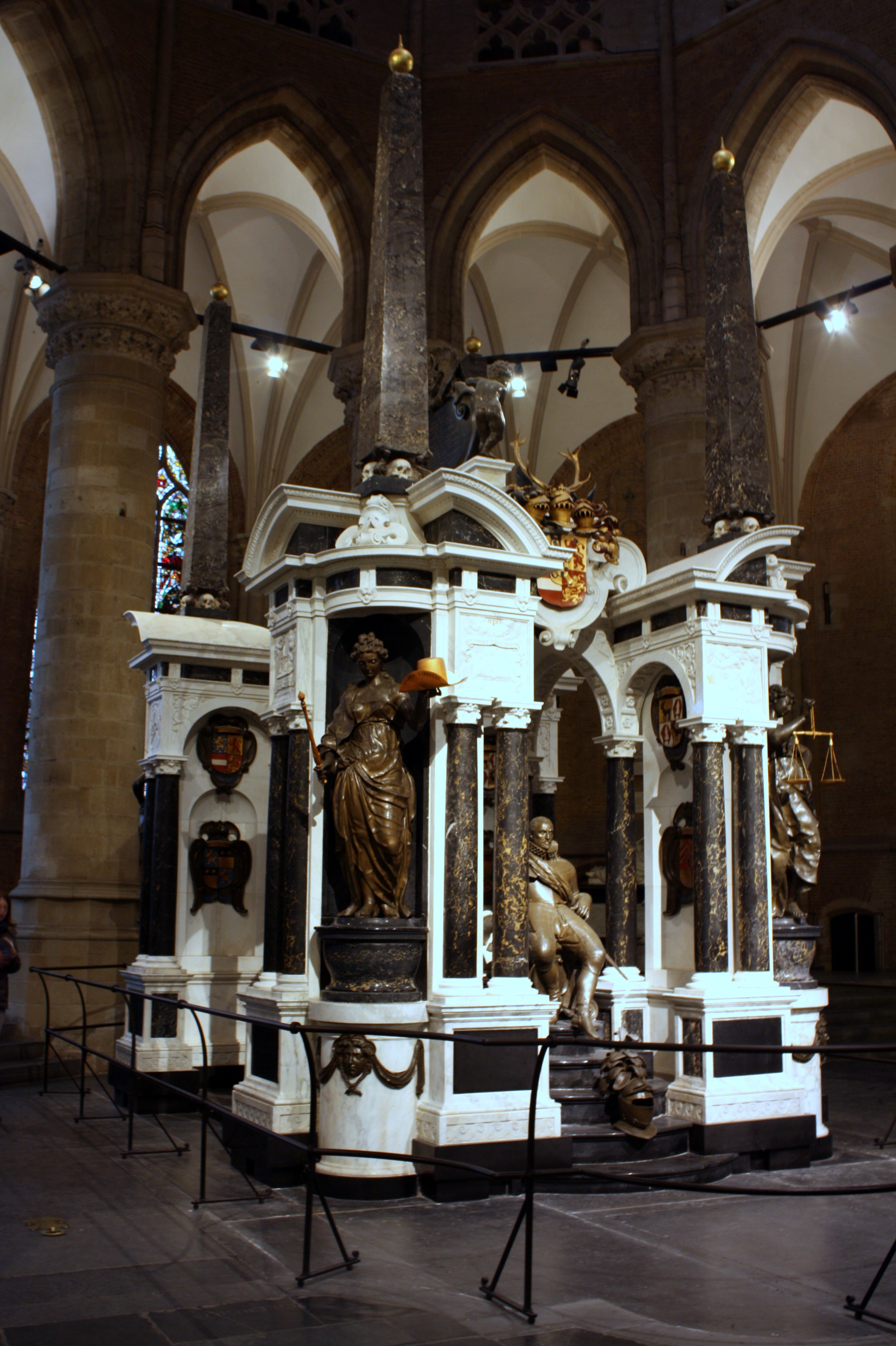
Надгробок принца Вільгельма І Оранського, 1623 р., загальний вигляд, Нова церква,  місто Делфт

## Садово-паркове мистецтво

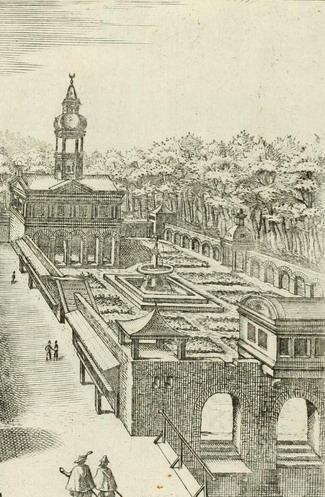
Ганс Вредеман де Вріс. Типовий голландський ренесансний сад (відокремленість парканами, асимерично вибудований палац, нескладний фонтан в центрі саду). 1601

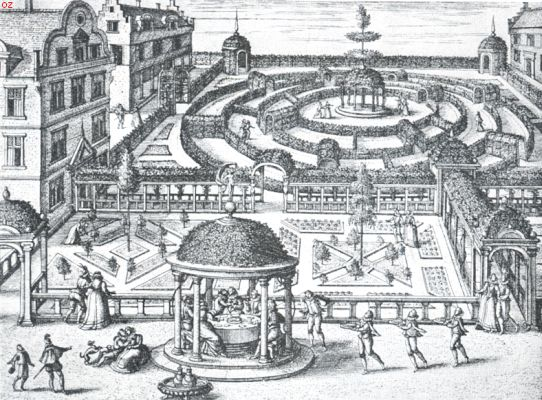
Ганс Вредеман де Вріс. «Голландський садок», гравюра 1583

Голландські сади XVII сторіччя поруч із елементами бароко зберігали чимало рис, притаманних Відродженню і маньєризму.
Національною особливістю можна назвати захоплення голландців розведенням тюльпанів, квітки завезеної до Європи з Туреччини. Перші цибулини тюльпанів потрапили в середині XVI століття до Німмеччину завдяки дипломату Бусбеку. Вже 1559 р. новими квітами милувались мешканці міста Аугсбург. Квітка швидко розповсюдилася Західною Європою, а в Голландії набула епідемічного захоплення і небаченої популярності. Їх вирощуванням займались як ботаніки та аристократи, так і селяни, рибалки і навіть найманці. В країні виникла спеціалізована біржа тюльпанів, де продаж рідкісних сортів викликав ажиотаж як на продажах екзотики. Ботаніки і аматори діяльно займалися виведенням нових сортів. Коли якийсь садівник отримав тюльпан небаченого темно-фіолетового (майже чорного) кольору, в місті Гарлем (Нідерланди) влаштували свято. Новий тюльпан пронесли триумфальною ходою, а принц Оранський вітав садівника і дав тому в нагороду 100 000 гульденів. (Порівняння. Чотириповерховий будинок Рембрандта в Амстердамі коштував 13 000, а продали його за — 11 000 гульденів).

## Ансамбль Гет-Лоо
Парково-палацовий ансамбль Гет-Лоо виник як копія французького Версаля, але менших розмірів і в стриманіших формах. Попри те, що Версаль вважають перлиною класицизму, стиль Гет-Лоо часто визначають і як класицистичний, і як бароковий.
Як і в Версалі, формування ансамблю Гет-Лоо почалося з невеликого мисливського будинку вельможної родини принців Оранських. Необхідність мати парадну резиденцію на зразок уславленого Версалю і спонукала Вільгельма III Оранського (1650 — 1702) почати розбудову у 1686 — 1695 рр. До робіт запросили голландського майстра Якоба Романа і таємничого француза Даніеля Маро, точні роки життя якого не з'ясовані досі. Садово-паркове мистецтво Європи до кінця XVII століття пройшло майже 150-річний шлях збагачення і розвитку. Тому ансамбль Гет-Лоо увібрав майже усі знахідки попередніх садів. У Гет-Лоо були і італійські тераси, і барокові каскади, і декілька різновидів садових партерів, які так полюбляли у Франції.
Гет-Лоо парадний, але досить еклектичний зразок саду без надмірностей і гігантоманії Версалю. До того ж, в Голландії було мало земель, що обмежувало розміри ділянки парку. Але були і відмінності.
На роботи в Гет-Лоо запросили співвітчизника таємничого мандрівника і художника Корнеліса де Брейна, що теж перебував колись на Близькому Сході. Це — інженер і гідравлик Рогір ван Клиф. Останній працюватиме на будівельному майдані в палацово-парковому ансамблі Гет-Лоо Вільгельма Оранського, який зажадав, щоби верхівки його фонтанів в саду були трохи вищі за фонтани французького короля Луї XIV у Версалі. Король Франції таки отримав політичного ляпаса, бо голландський інженер Рогір ван Клиф справді виконав завдання Вільгельма Оранського.
Для голландських садів характерне несиметричне, бічне розташування помешкання володаря, неповна симетрія ділянок саду, сполучення декоративних дерев поряд з корисними сільськогосподарськими рослинами. Гет-Лоо був винятком, бо був королівською резиденцією, яку використовували лише влітку з представницькою метою.

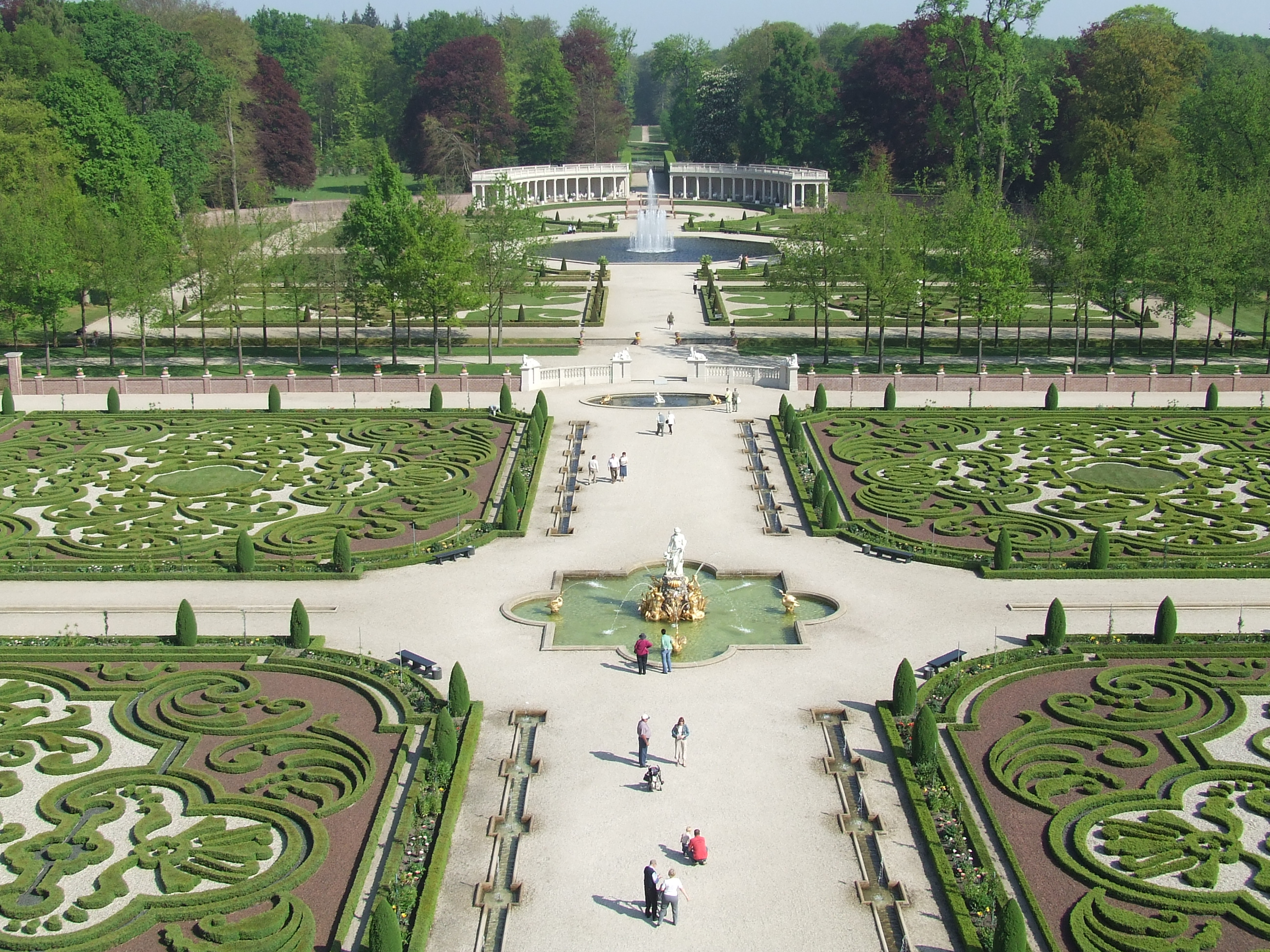
Сад бароко Гет-Лоо, загальний вигляд
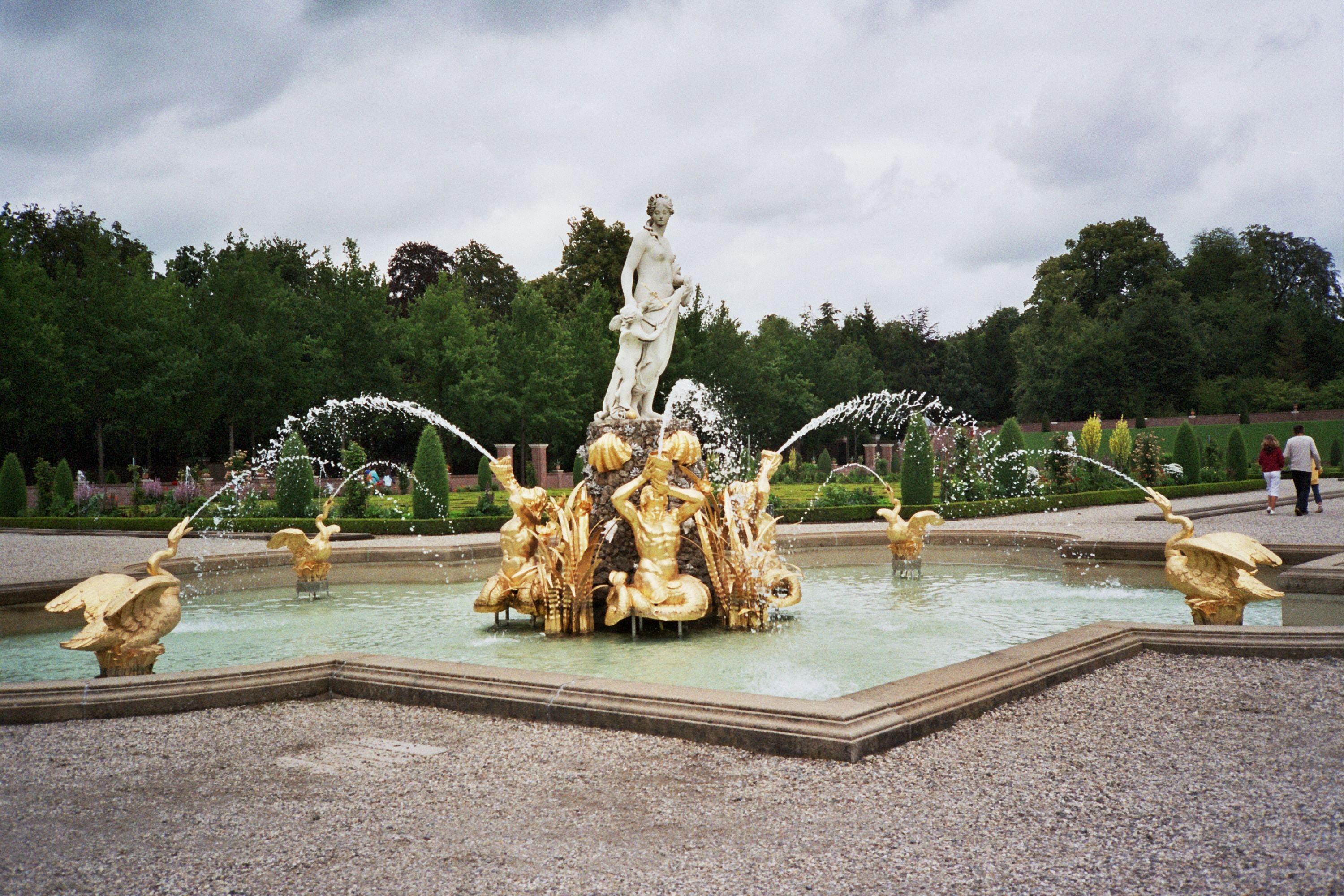
Фонтан в регулярному парку Гет-Лоо
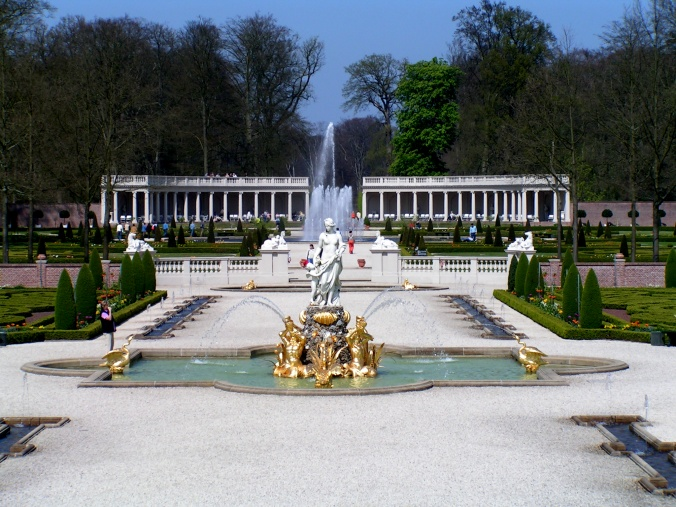
Колонада в парку Гет-Лоо
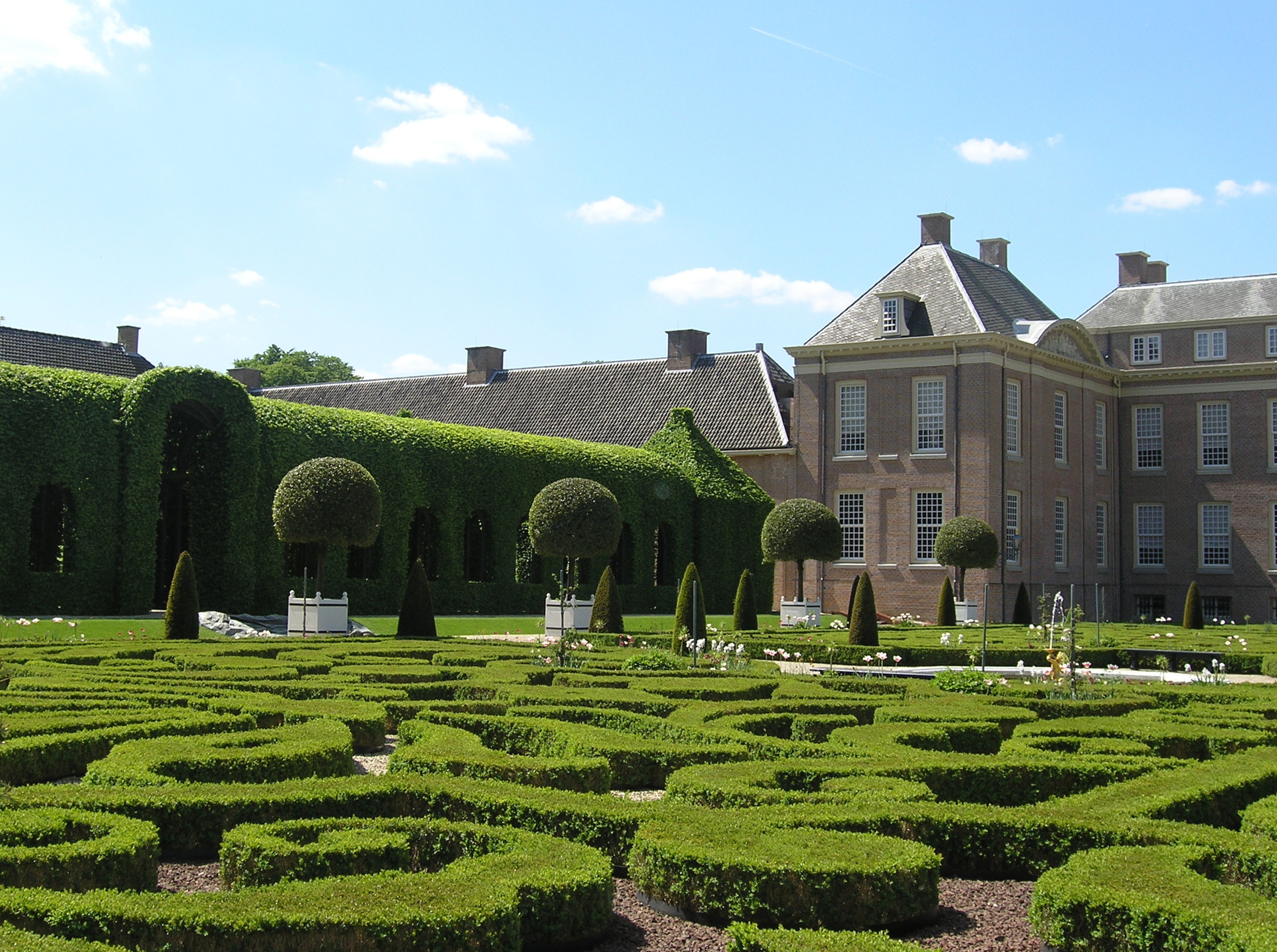
Мереживий партер в парку Гет-Лоо
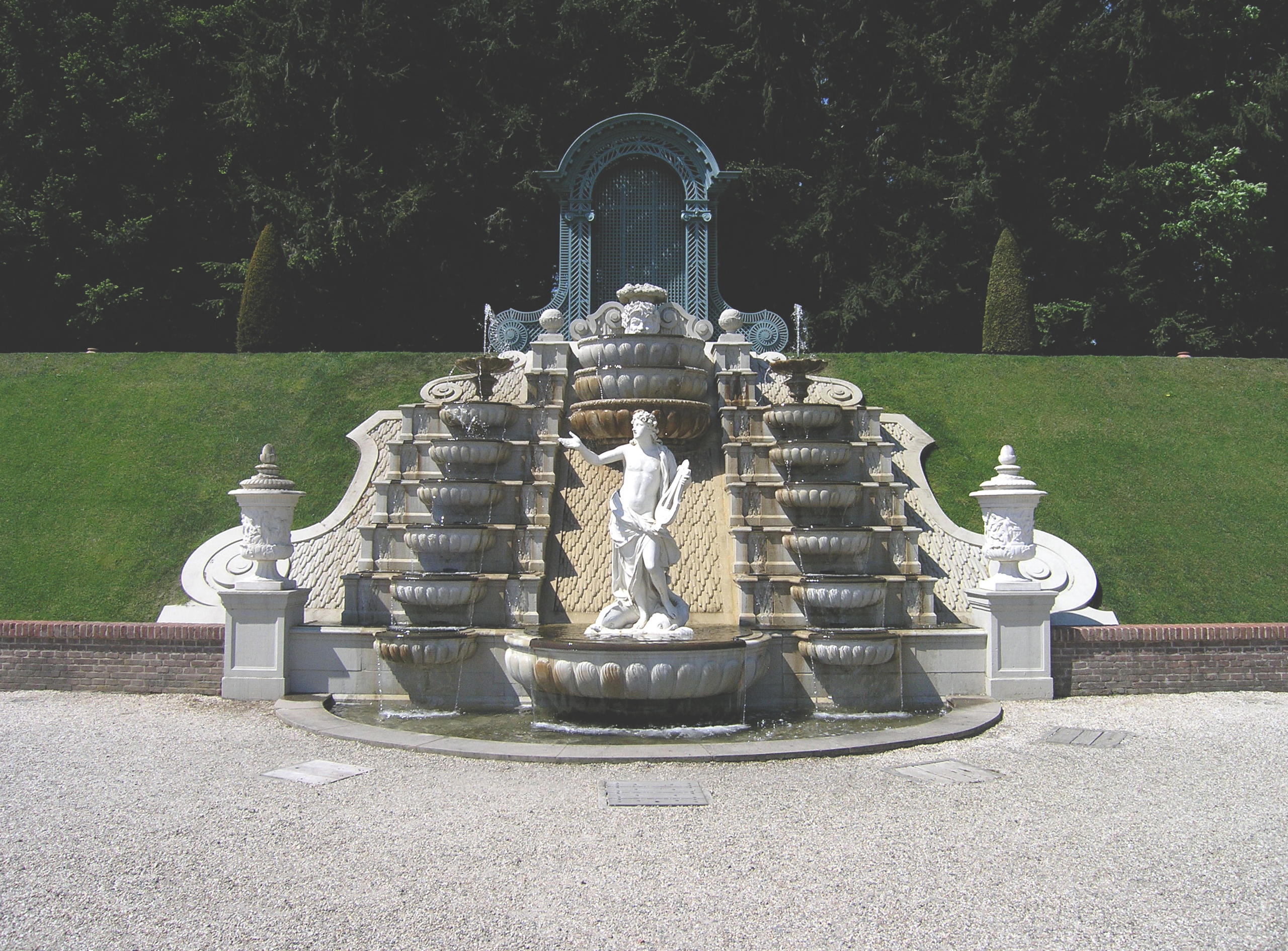
Малий каскад в парку Гет-Лоо

## Вибрані твори нідерландського бароко (галерея)

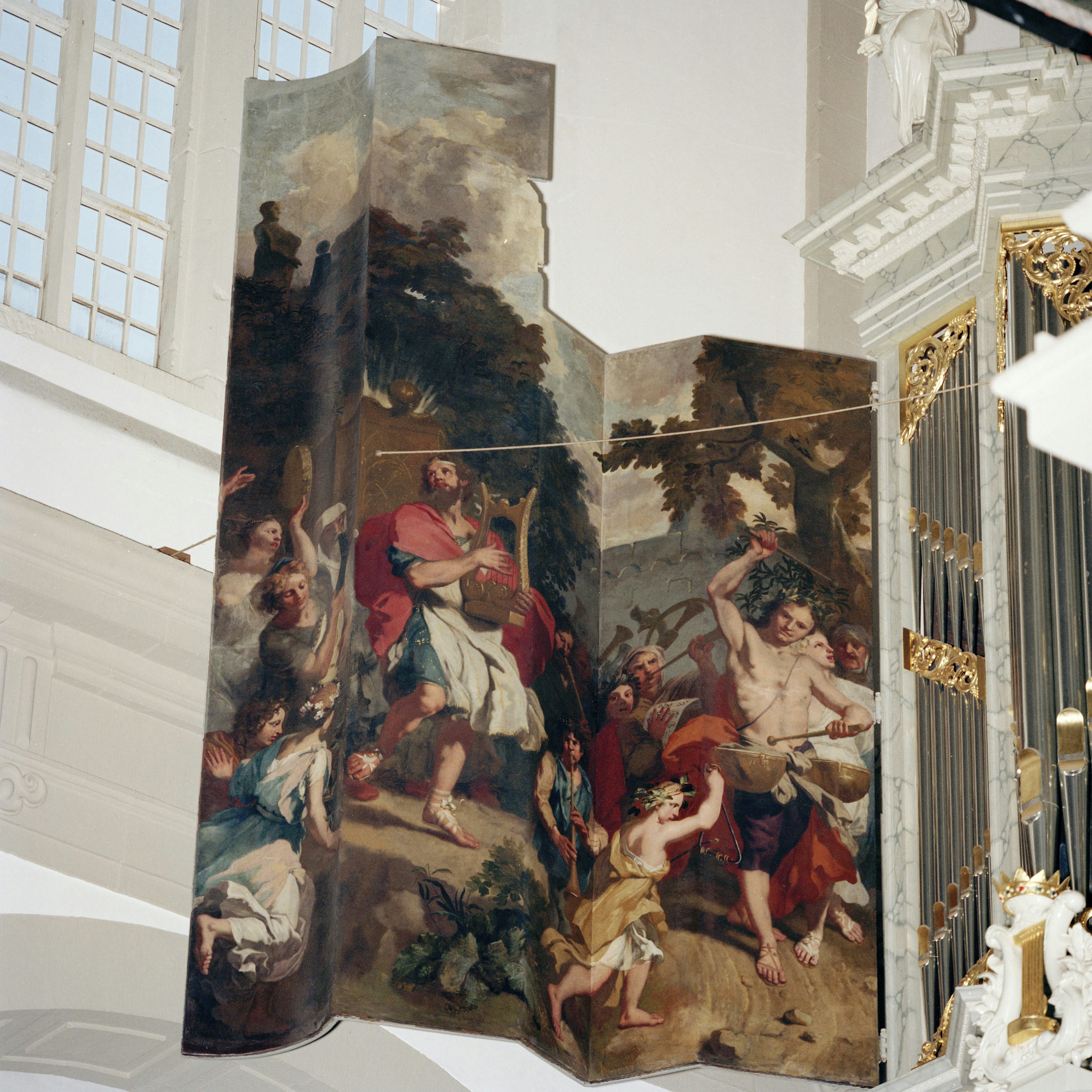
Герард де Лересс. «Танок царя Давида перед ковчегом заповіту», 1686 р. Стулка органа в церкві Вестеркерк, Амстердам.

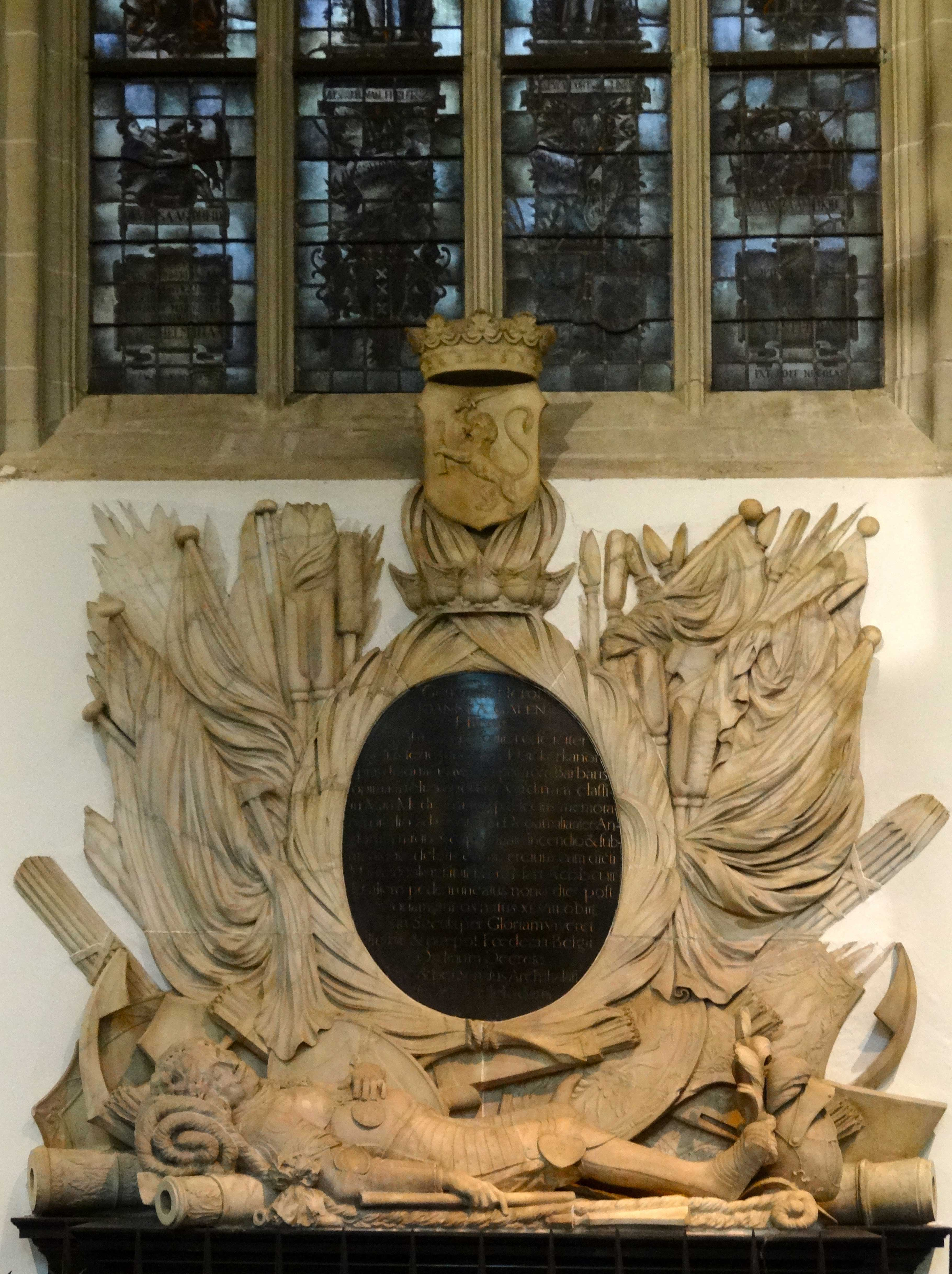
Ромбоут Верхюльст. «Надгробок Яна ван Ґалена», Нова церква, Амстердам.

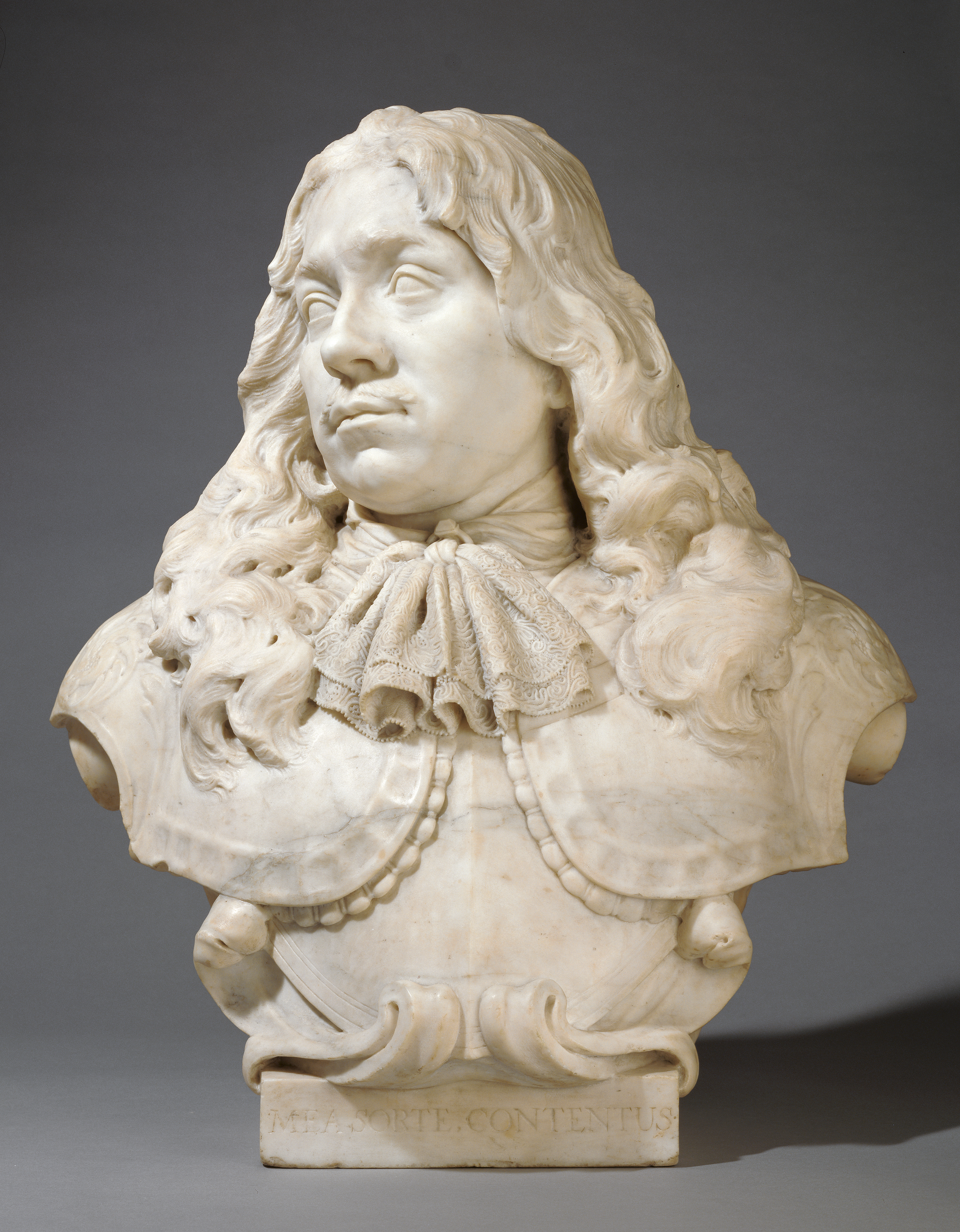
Ромбоут Верхюльст. «Якоб ван Рейгерсберг », 1681, Музей Гетті, Каліфорнія
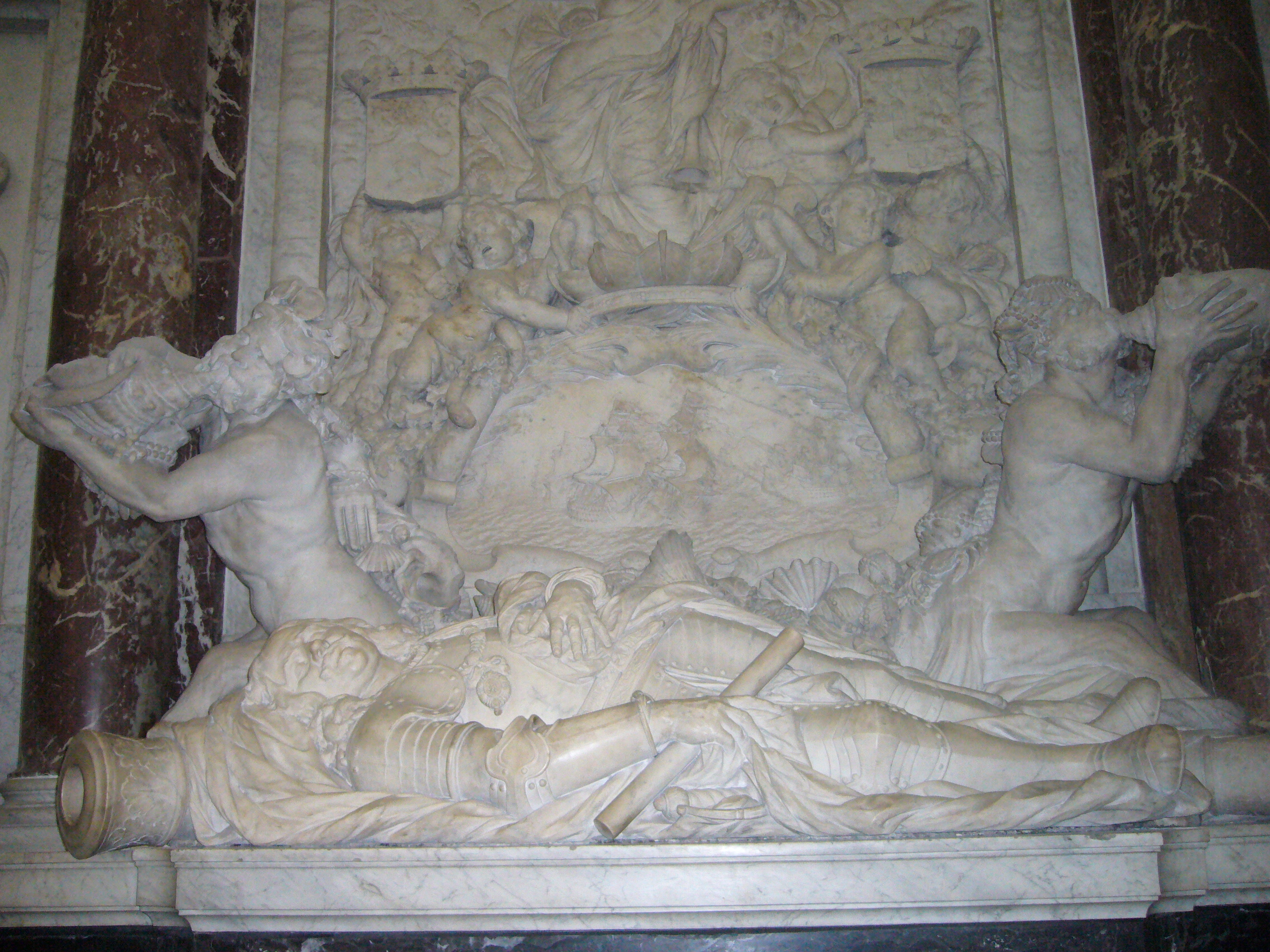
Ромбоут Верхюльст.  «Надгробок адмірала Міхіля де Рейтера» (центральна  частина з тритонами), 1681, Нова церква, Амстердам
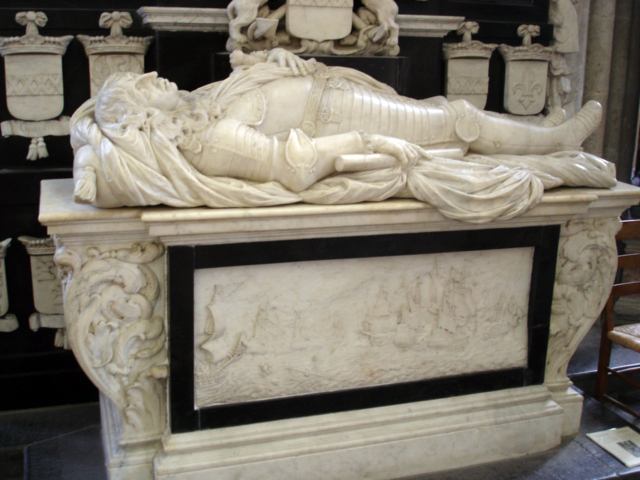
Ромбоут Верхюльст. «Віллем Джозеф ван Гент », 1676, надгробок, Катедральний собор, Утрехт
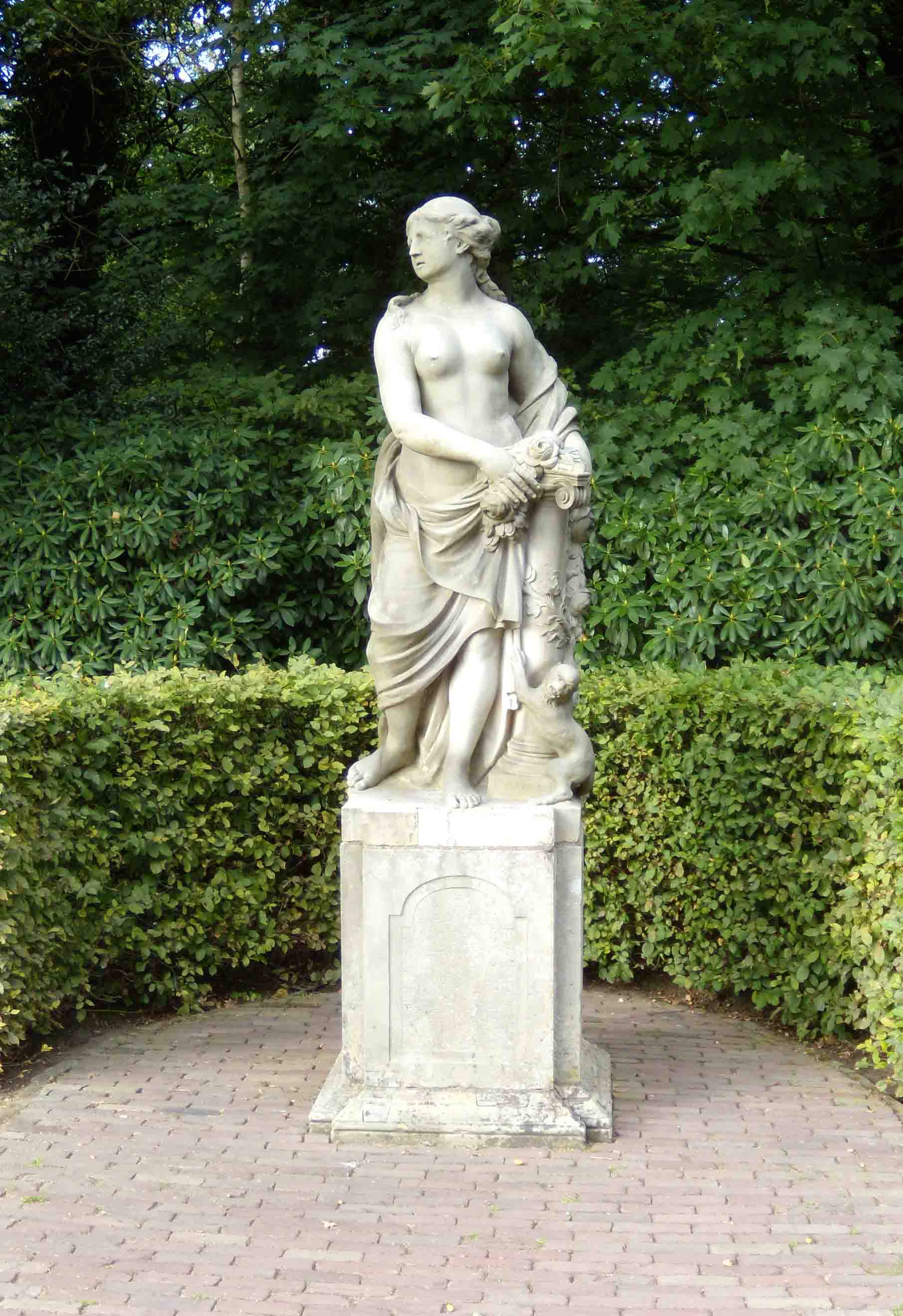
Ромбоут Верхюльст. «Садова скульптура Флора», Парк-заповідник Яхтхюйс Сент Губерт